# 威爾斯王妃戴安娜
威爾斯王妃戴安娜（英語：Diana, Princess of Wales，1961年7月1日—1997年8月31日），原名黛安娜·法蘭西斯·史賓沙 （英語：Diana Frances Spencer），为英王查爾斯三世（時為威爾斯親王）的第一任妻子，威爾斯親王威廉及薩塞克斯公爵哈里王子的母親。
戴安娜出生於英國貴族家庭，自幼與王室關係密切，居住於山靜咸府的帕克莊園。1981年，擔任幼兒園教師助理期間，她與伊利沙伯二世的長子查理斯訂婚。兩人的婚禮於1981年7月在聖保羅座堂舉行，使她成為備受公眾愛戴的威爾斯王妃。夫婦育有威廉和哈利兩子，當時分別是英國王位繼承順序的第二和第三位。由於性格不合與婚外情，戴安娜與查理斯的婚姻出現裂痕。1992年，在兩人關係破裂的消息公開後不久，他們正式分居。婚姻困境被媒體廣泛報導，兩人最終於1996年離婚。
作為威爾斯王妃，戴安娜代表女王履行王室職責，並在大英國協王國各地出席活動。她以美貌、時尚魅力聞名於媒體，後來更以非傳統的慈善工作方式受到矚目。她早期關注兒童與長者相關的贊助活動，後因參與兩項重要倡議而廣為人知：一是改變社會對愛滋病患者的態度，二是透過國際紅十字會推動排雷工作。她亦致力提高公眾對癌症及心理疾病患者的關注與支援。戴安娜最初以羞怯形象著稱，但其親和力與個人魅力使她深受公眾愛戴，即使在婚姻公開破裂後仍維持良好聲譽。被視為1980至1990年代的時尚指標，她堪稱攝影師鏡頭下的寵兒。
1997年8月，戴安娜於巴黎車禍中傷重死亡；此事引發全球媒體關注與大規模公眾哀悼。死因研訊在倫敦警察廳主導的佩吉特行動調查後，裁定死因為不合法被殺。她對王室與英國社會的影響深遠。她的積極行動和魅力使她成為國際偶像，獲得了持久的知名度。

## 早年生活
戴安娜·法蘭西斯·史賓沙於1961年7月1日出生，是奧爾索普子爵約翰‧史賓沙（1924–1992）與奧爾索普子爵夫人法蘭西斯·史賓沙（本姓羅奇；1936–2004）五名子女中的第四個孩子。她在諾福克郡山靜咸府的帕克莊園（Park House）出生。史賓沙家族數代以來與英國王室關係密切；其祖母史賓沙伯爵夫人辛西婭·史賓沙與外祖母費莫伊男爵夫人露芙·羅奇曾擔任伊麗莎白王太后的女官。由於父母期盼男嗣繼承家業，她出生後一週都未取名，最終依母親與第一代史賓沙伯爵約翰·史賓沙的姑姑戴安娜·史賓沙女勳爵命名為戴安娜·法蘭西斯。由於她幼年時的儀態猶如女公爵，她被家族成員私下暱稱為。
1961年8月30日，戴安娜於山靜咸聖瑪利亞瑪達肋納教堂受洗。她與三位姊弟共同成長：莎拉、珍及查理斯。其兄約翰（John）於戴安娜出生前一年夭折。對繼承人的渴望加劇了父母婚姻的緊張，子爵夫人被送至倫敦哈里街診所檢查「問題」根源。弟弟查理斯形容這段經歷「令人屈辱」：「這對我父母是可怕的煎熬，或許也是他們離婚的主因——他們始終未能釋懷」。戴安娜在山靜咸莊園內的帕克莊園長大，該宅邸由戴安娜自幼稱為「莉莉貝特阿姨」（Aunt Lilibet）的伊利沙伯二世出租。王室成員常於鄰近的山靜咸宮度假，戴安娜常與安德魯王子及愛德華王子玩耍。

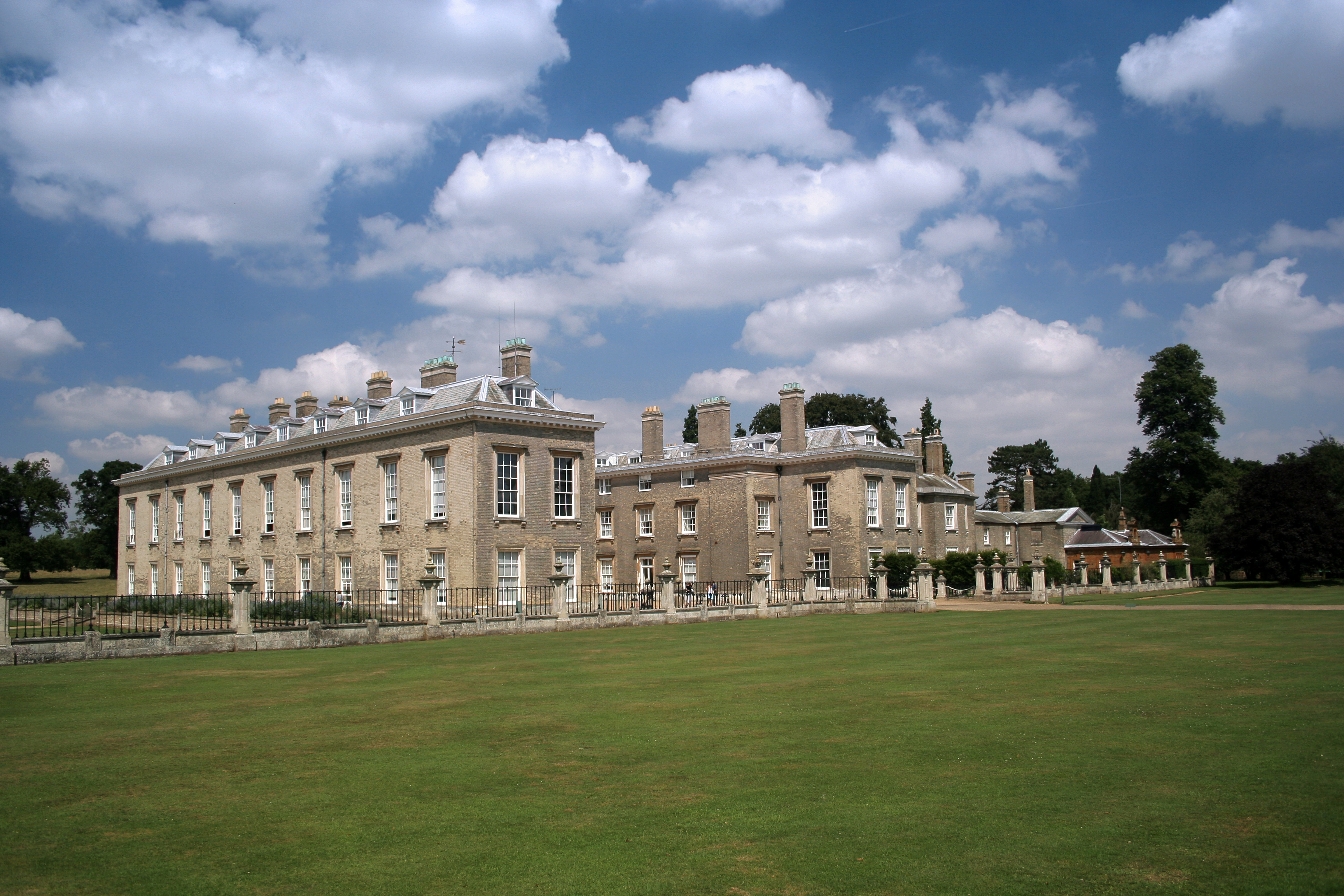
史賓沙家族宅邸奧爾索普（2006年攝）

她的父母後來選擇離婚，當時戴安娜只有7歲。其母後與彼得·尚德·基德交往，並於1969年再婚。1967年父母分居期間，戴安娜曾隨母親居於倫敦，但同年聖誕假期後，奧爾索普子爵拒絕讓女兒返回倫敦，並在前岳母費莫伊男爵夫人支持下取得監護權。1976年，子爵迎娶達特茅斯伯爵夫人雷恩，戴安娜與繼母關係極度惡劣，稱其為「惡霸」，甚至曾將她推下樓梯。她曾形容童年「非常不快樂」且「充滿不穩定感」1975年其父繼承史賓沙伯爵爵位後，舉家遷往北安普敦郡的家族宅邸奧爾索普，戴安娜自此獲得「戴安娜女勳爵」頭銜。

## 教育與職業生涯
戴安娜最初在女家庭教師格特魯德·艾倫（Gertrude Allen）的指導下接受家庭教育。她於諾福克郡金斯林的希爾菲爾德私立學校（Silfield Private School）開始正式教育，九歲時轉學至靠近塞特福德的里德爾斯沃斯霍爾女子寄宿學校。1973年，她與姐姐們一同就讀位於塞文奧克斯的西希斯女子學校。她的學業表現不佳，兩次未能通過普通程度考試。但她在社區服務方面的傑出表現獲得西希斯學校頒發獎項肯定。十六歲時，她離開西希斯學校。其弟查理斯回憶，她在此之前一直相當害羞。她很有音樂天賦，是位嫻熟的鋼琴演奏者。此外，她在游泳和跳水方面表現優異，並學習過芭蕾與踢踏舞。
1970年代中期，戴安娜在肯特郡達特福德附近的達倫斯公園醫院精神科擔任志工。1978年，她在漢普郡為傑瑞米·惠特克夫婦擔任三個月的保母。就讀瑞士魯日蒙的精修學校阿爾卑斯維德馬內特學院一學期後，她於1978年復活節學期結束後離校，返回倫敦與兩位同學合住母親的公寓。在倫敦期間，她參加了高階烹飪課程，並從事一系列低薪工作；曾擔任青少年舞蹈教練，後因滑雪事故停工三個月。此後，她擔任幼兒園助理，為姐姐莎拉及其友人提供清潔服務，並在派對中擔任接待員。她曾為居住倫敦、來自美國的羅伯森家庭（Robertsons）擔任保母，並在皮姆利科的英格蘭青年學校（Young England School）擔任幼兒教師助理。1979年7月，母親為慶祝她18歲生日，購買了位於伯爵宮科爾赫恩宮的公寓。她與三位室友同住該處，直至1981年2月25日。

## 與查理斯的婚姻
戴安娜在1977年11月首次遇見女王長子暨王儲查理斯，當時她16歲。時年29歲的查理斯正與她的姐姐莎拉交往。1980年夏季，兩人於鄉村週末聚會重逢，查理斯開始認真將她視為未來新娘人選。兩人關係進展迅速，查理斯邀請她登上皇家遊艇「不列顛尼亞號」前往考斯共度帆船週末，隨後更邀她至巴尔莫勒尔城堡（王室蘇格蘭行宮）與家人會面。她獲得女王、伊利沙伯皇太后與愛丁堡公爵菲臘親王的青睞。此後查理斯在倫敦正式追求戴安娜，並於1981年2月6日在溫莎城堡求婚成功，但訂婚消息保密了兩週半。

### 訂婚與婚禮

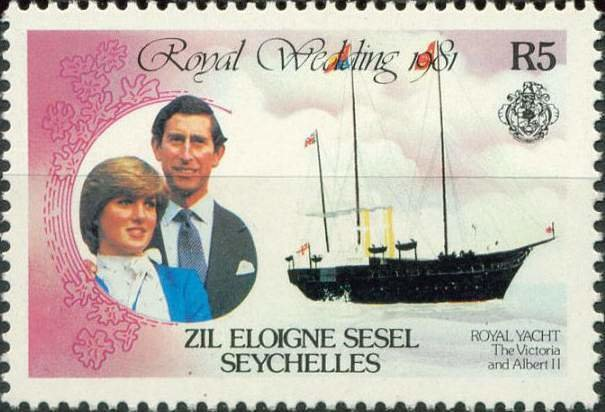
塞席爾郵政發行的查理斯與戴安娜婚禮紀念郵票

1981年2月24日，兩人正式宣布訂婚。戴安娜親自挑選了訂婚戒指。訂婚後，她辭去幼兒教師助理工作，暫居於王太后的克拉倫斯宮，後遷居白金漢宮直至婚禮。傳記作家英格麗·西沃德（Ingrid Seward）描述她這段日子「異常孤獨」。戴安娜是300多年來首位嫁給王儲的英格蘭女性（上一位是嫁給約克公爵詹姆斯（後為詹姆斯七世及二世）的安妮·海德），也是首位婚前擁有受薪工作的王室新娘。1981年3月，她與查理斯在金匠大廳慈善舞會首次公開亮相，並在此結識摩納哥王妃嘉麗絲。
1981年7月29日，20歲的戴安娜與32歲的查理斯舉行婚禮，獲封威爾斯王妃。婚禮選址聖保羅座堂（相比慣用的西敏寺能容納更多賓客），被譽為「童話婚禮」，全球7.5億觀眾透過電視收看，60萬民眾沿途觀禮。戴安娜在宣誓時不慎將查理斯前兩個名字順序顛倒，且應雙方要求省略傳統「服從」誓言，引發當時輿論關注。戴安娜穿的婚紗價值9,000英鎊（相當於2023年的43,573英鎊），裙擺長25英尺（7.62公尺）。婚後數年，女王授予戴安娜多項王室成員標誌性榮譽，包括出借瑪麗王后蝴蝶結頭冠以及頒授伊利沙伯二世皇室勳章。

### 兒子
這對夫婦居住在肯辛頓宮和泰特伯里附近的海格羅夫莊園。1981年11月5日，戴安娜懷孕的消息正式公布。1982年1月，懷孕12週，戴安娜在山靜咸摔下樓梯，身上有些瘀傷，皇室婦科醫生喬治·平克從倫敦被緊急召來，所幸胎兒並未受傷。戴安娜後來坦承她當時故意摔下樓梯，因為她認為自己「不配」。1982年6月21日，她生下了夫婦倆的第一個兒子威廉。她在第一次懷孕後患上了產後抑鬱症。在媒體的批評聲中，她決定帶著當時還是個嬰兒的威廉進行她第一次大型巡訪，前往澳洲和紐西蘭，這一決定受到了廣泛的讚揚。戴安娜自己承認，她原本並未打算帶威廉同行，直到澳大利亞總理马尔科姆·弗雷泽提出建議。
1984年9月15日，夫婦倆的第二個兒子哈里出生。戴安娜表示，她在懷哈里期間與查理斯的關係最為親密。她早知道第二個孩子是男孩，但沒有告訴任何人，包括希望是個女孩的查理斯。
戴安娜讓她的兒子們體驗了比一般皇室孩子更廣泛的經歷。她很少順從查理斯或其他王室成員，在涉及孩子的事情上常常表現得固執。她親自為孩子們選擇名字、解雇了皇室保姆並聘請自己挑選的人、決定他們就讀的學校和穿著、安排他們的活動，並盡可能抽空親自接送他們上下學。她還根據孩子們的時間表來安排自己的公務行程。據報導，戴安娜曾形容哈里「調皮，就像我一樣」，而威廉則是「我的小智者」，她在威廉十幾歲時就開始依賴他作為傾訴對象。

### 婚姻危機與分居

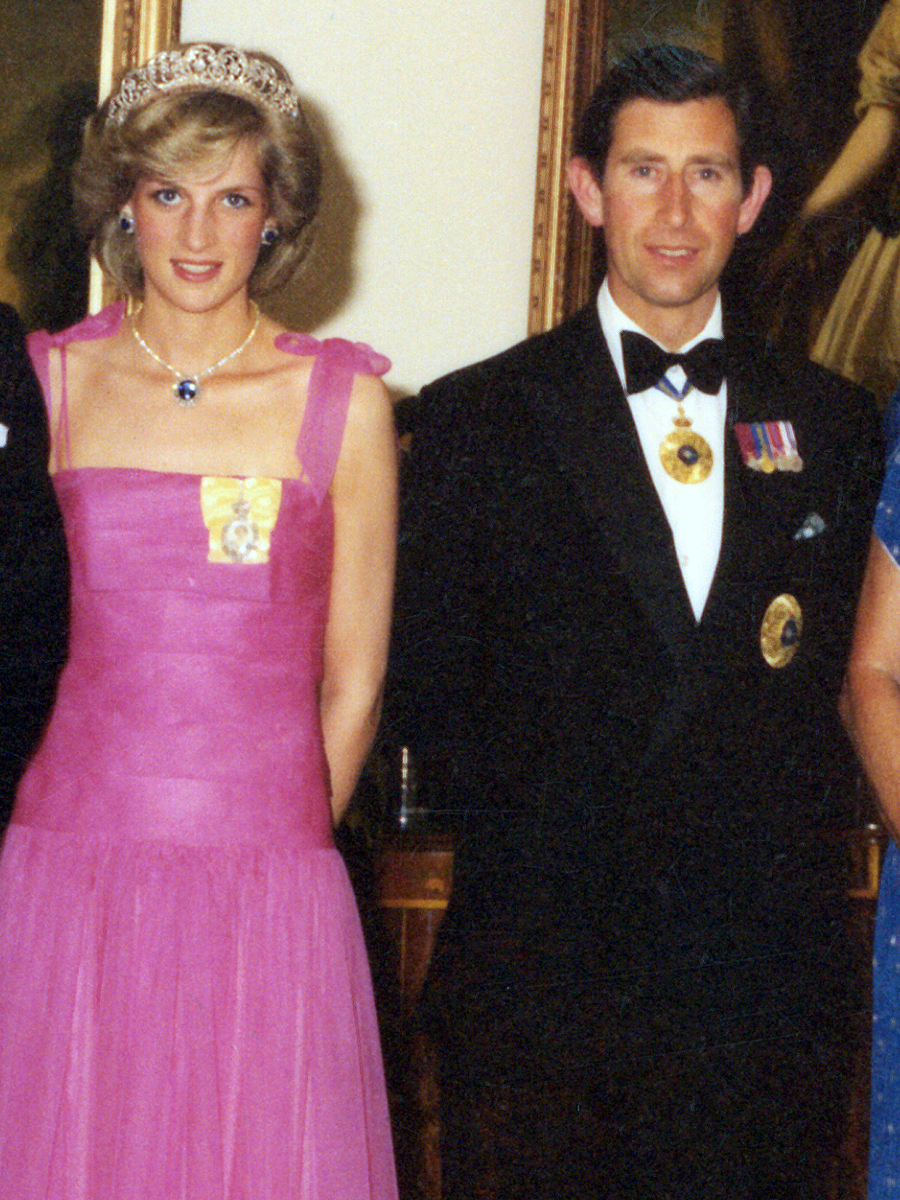
1983年，查理斯與戴安娜前往澳洲，進行皇家巡訪

婚後五年，這對夫婦的不合與年齡差距逐漸顯現並造成傷害。1986年，戴安娜開始與家族前馬術教練詹姆斯·休伊特交往，同年查理斯也與前女友卡米拉·帕克·鮑爾斯舊情復燃。媒體曾推測哈里生父是休伊特而非查理斯，理由是其與哈里外貌相似，但休伊特等人均否認此說——哈里出生於戴安娜與休伊特相識並開始婚外情的兩年前。
至1987年，婚姻裂痕已公開化，媒體開始報導這對夫婦的不睦與冷漠態度，更因兩人相處時明顯不自在而戲稱他們為「陰鬱夫婦」（the Glums）。1989年，戴安娜在卡米拉之妹安娜貝爾·艾略特的生日派對上，當面向卡米拉質問其與查理斯的婚外情。這些婚外情於1992年隨安德魯·莫頓著作《戴安娜：她的真實故事》出版而曝光，書中揭露戴安娜曾因極度痛苦而企圖自殺，引發媒體風暴。1991年，詹姆斯·高瑟斯特秘密採訪戴安娜談論婚姻問題，這些錄音後來成為莫頓的資料來源。戴安娜生前與莫頓均否認其直接參與寫作，稱消息源自親友；直至她去世後，莫頓在修訂版《黛安娜：她的真實心聲》（Diana: Her True Story in Her Own Words）中承認她的關鍵角色。
女王與菲臘曾主持調解會議試圖挽回婚姻但未果。菲臘致信戴安娜，對她與查理斯的婚外情表示失望，要求雙方換位思考。據稱戴安娜雖感信件措辭嚴厲，仍認可其善意初衷。戴安娜密友西蒙娜·西蒙斯（Simone Simmon）等人指其與菲臘關係緊張，但其他觀察者認為信件未顯衝突跡象。菲臘後發表聲明，公開否認侮辱戴安娜的指控。

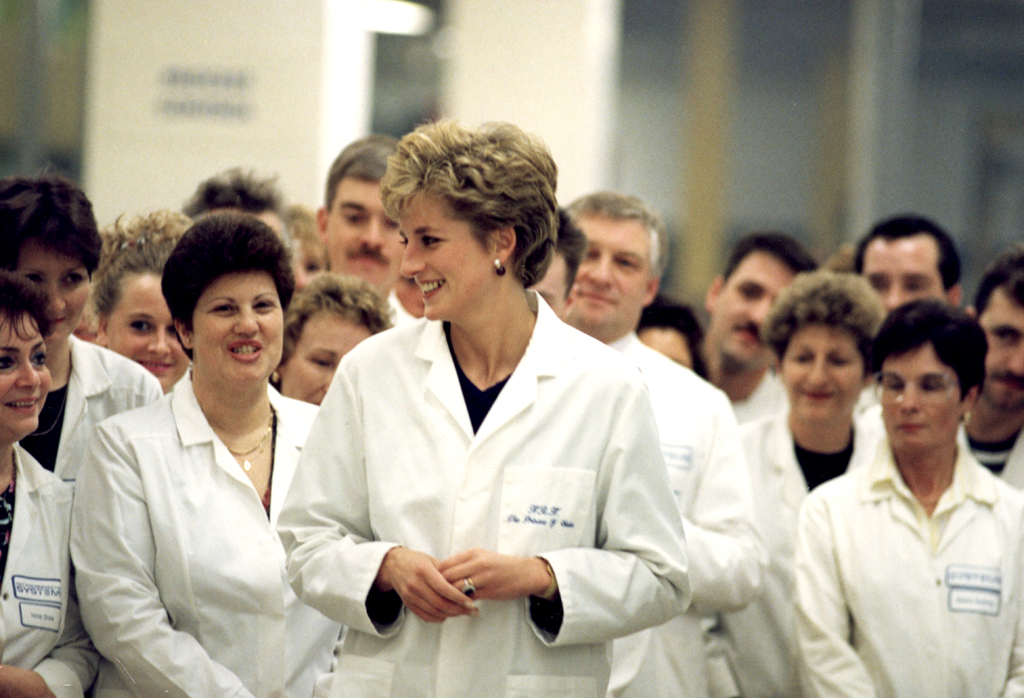
1992年，戴安娜於南希爾茲執行公務。

1992至1993年間，多段電話錄音外洩使查理斯與戴安娜雙雙陷入負面輿論。1992年8月，戴安娜與詹姆斯·吉爾比的通話錄音被公開，文字稿同月發布，事件被稱作「魷魚門」。同年12月，首相馬卓安向下議院宣布兩人「友好分居」。次年，在“衛生棉條門”中，查理斯與卡米拉的私密通話錄音遭小報曝光。
1992至1993年間，戴安娜聘請言語教練彼得·塞特倫改善公開演說技巧。1992年的錄像中，戴安娜坦言1984至1986年間「深愛過一位工作夥伴」，外界推測此人為在1986年因與戴安娜關係不當而被調職的巴里·曼納基。戴安娜在錄音中稱曼納基因疑似與她有染而被撤職，彭妮·朱諾在1998年的著作中，更指兩人有戀情，但戴安娜友人駁斥此說荒謬。後續公開錄音中，戴安娜稱願為此人放棄一切，形容他是「此生摯友」，但否認肉體關係，並痛斥丈夫「總在我喘息時將我推回深淵」。
儘管將婚姻問題歸咎於卡米拉，戴安娜逐漸懷疑丈夫亦有其他婚外情。1993年10月，她致信管家保羅·伯勒爾，稱查理斯愛上兒子們的前保姆蒂吉·萊格-伯克，更計劃「謀殺我以迎娶蒂吉」。查理斯僱用萊格-伯克陪伴兩位王子，此舉令戴安娜不滿。1994年6月29日，查理斯與喬納森·丁布爾比進行電視專訪尋求公眾理解，承認1986年婚姻「無可挽回」後才與卡米拉復合。同年，安娜·帕斯捷爾納克根據休伊特口述出版《戀愛中的王妃》（Princess in Love）詳述其與戴安娜的婚外情，戴安娜為此震怒，但帕斯捷爾納克稱休伊特此舉是為阻止莫頓出版第二本爆料著作。同年，《世界新聞報》指控戴安娜與已婚藝術品商人奧利弗·霍爾有染。霍爾訃告稱兩人關係確鑿，戴安娜則堅稱僅屬友誼。媒體聲稱她與橄欖球員威爾·卡林及私募投資人西奧多·約瑟夫·福斯特曼有染，但均未獲證實。

### 離婚

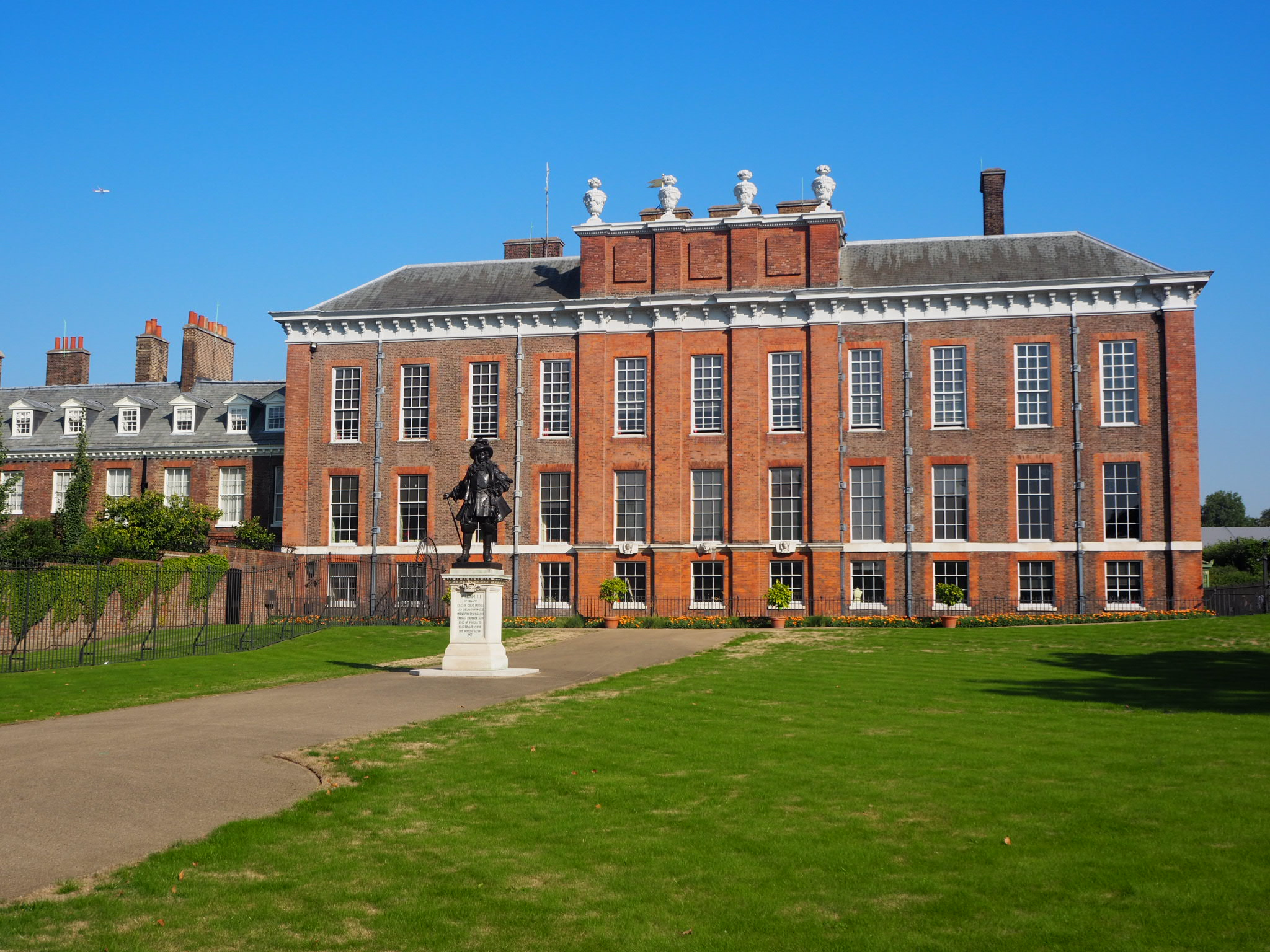
肯辛頓宮（攝於2018年），戴安娜的住所及她1995年《廣角鏡》專訪的地點

記者馬丁·巴希爾為英國廣播公司時事節目《廣角鏡》採訪了戴安娜。該專訪於1995年11月20日播出。在專訪中，戴安娜談及自己與丈夫的婚外情。提及查理斯與卡米拉的關係時，她說：「這段婚姻中有三個人，所以有點擠。」她也對丈夫是否適合繼承王位表示懷疑。作家蒂娜·布朗、莎莉·貝德爾·史密斯與莎拉·布拉德福德對戴安娜在專訪中承認自己患有憂鬱症、心因性暴食症並多次自殘表示支持；節目文字記錄顯示戴安娜確認了許多心理健康問題。戴安娜自述的病症組合使部分傳記作者認為她患有邊緣型人格障礙。後續揭露巴希爾偽造銀行帳單以獲取戴安娜及其弟弟的信任，虛構她身邊的人因監控她而獲酬。戴森勳爵獨立調查後結論巴希爾「輕易利用（戴安娜）的恐懼與偏執狂」，戴安娜之子威廉亦認同此觀點。
此次專訪成為關鍵轉折點。1995年12月20日，白金漢宮宣布女王已致信查理斯與戴安娜，建議兩人離婚。此決定獲首相馬卓安與資深樞密院成員支持，英國廣播公司稱經過兩週商議。查理斯不久後書面聲明同意離婚。1996年2月，戴安娜與查理斯及女王代表協商後宣布同意，但因自行公布離婚協議而激怒白金漢宮。1996年7月，雙方達成離婚條款。此前戴安娜指控查理斯私人助理蒂吉·萊格-伯克曾墮胎，萊格-伯克隨即委託律師彼得·卡特-拉克要求道歉。戴安娜私人秘書帕特里克·傑夫森於消息曝光前辭職，後撰文稱戴安娜「興奮地指控萊格-伯克墮胎」。萊格-伯克墮胎謠言據信由巴希爾散布以促成專訪。
法庭於1996年7月15日頒布暫准判令，兩人於8月28日正式離婚。戴安娜委託安東尼·朱利葉斯處理案件。兩人共享子女監護權。戴安娜獲一次性贍養費1,700萬英鎊（相當於2023年的4,000萬英鎊）及每年40萬英鎊。雙方簽署保密協議，禁止討論離婚細節或婚姻生活。離婚前數日，英皇制誥頒布規範離婚後王室頭銜的通則。戴安娜失去「殿下」頭銜，改稱「威爾斯王妃戴安娜」。作為未來國王之母，她仍屬王室成員，地位與婚姻期間相同。據報女王原欲保留戴安娜的殿下頭銜，但查理斯堅持撤銷。據傳威廉安慰母親：「別擔心，媽媽，等我當上國王，會把頭銜還給你。」蒂娜·布朗記載，約一年前菲臘曾警告戴安娜：「若妳不守規矩，我們會撤銷妳的頭銜。」她據傳回應：「我的頭銜可比你的古老多了，菲臘。」

## 公共生活

### 公開露面

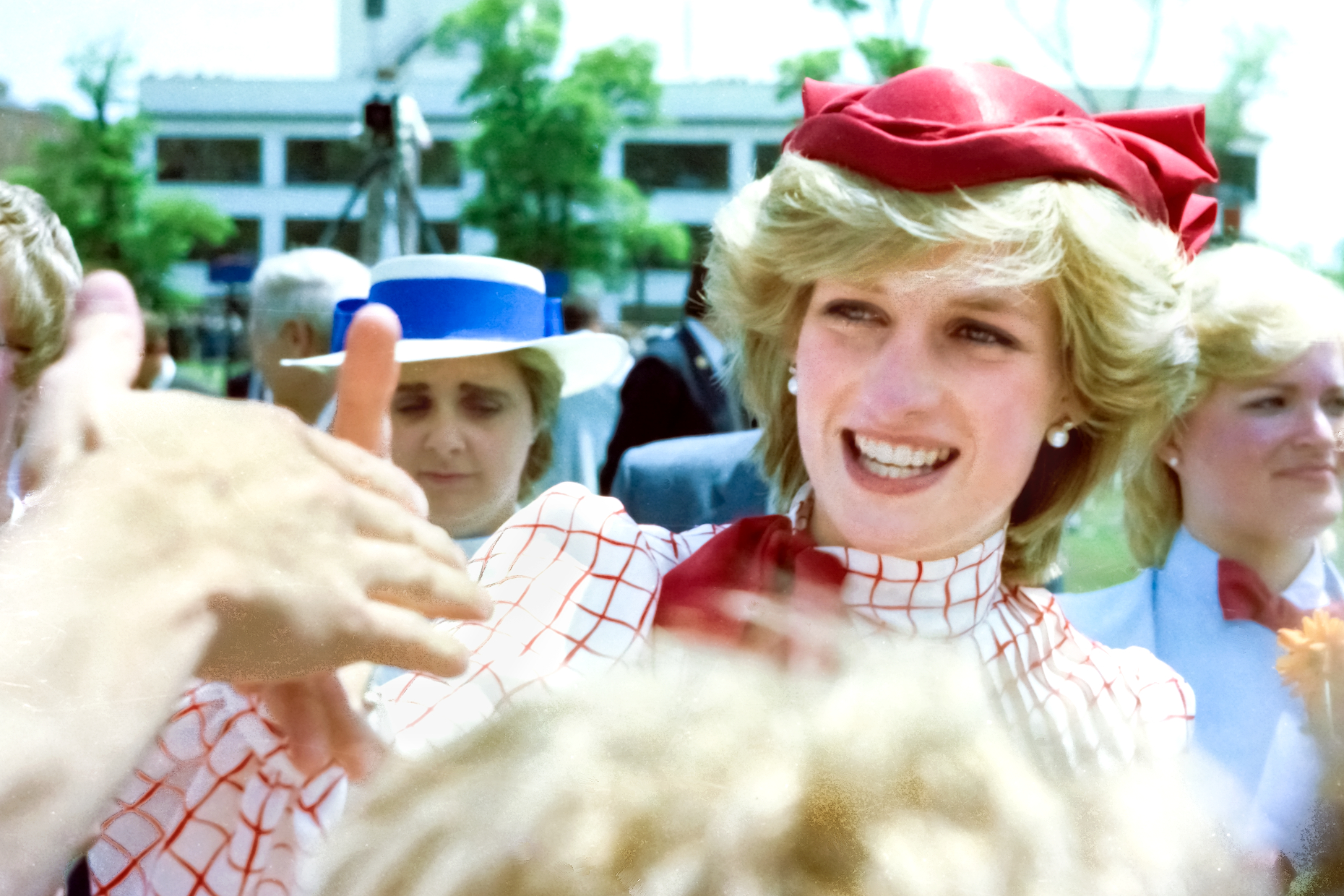
戴安娜於1983年訪問哈利法克斯。

戴安娜與查理斯訂婚後，於1981年3月在金匠大廳的一場慈善活動中首次公開亮相。她於1981年6月首次參加軍旗敬禮分列式，隨後在白金漢宮的陽台上亮相。1981年10月，查理斯和戴安娜訪問了威爾斯。她於1981年11月4日首次參加國會開幕大典。她的首次單獨公開活動是1981年11月18日訪問攝政街，為聖誕燈飾點燈。戴安娜於1982年9月首次出國訪問，參加摩納哥王妃嘉麗絲·姬莉的葬禮。同年，碧翠斯女王授予戴安娜荷蘭王冠勳章大十字勳章。1983年，戴安娜陪同查理斯和威廉訪問澳洲和紐西蘭。此次訪問非常成功，夫婦二人吸引了大量群眾，但媒體更關注戴安娜而非查理斯，並創造了「戴安娜狂熱」（Dianamania）一詞來形容人們對她的痴迷。在雪梨歌劇院附近與查理斯同乘一車時，戴安娜突然哭泣了幾分鐘，其辦公室稱這是由於時差和炎熱所致。在紐西蘭，夫婦二人會見了毛利人代表。他們於1983年6月至7月訪問加拿大，期間前往愛民頓為1983年夏季世界大學生運動會開幕，並在紐芬蘭停留以紀念該島被英國王室收購400週年。1983年，她成為蘇格蘭民族解放軍的目標，該組織試圖向她寄送一枚郵件炸彈。

1985年11月，查理斯夫婦與列根夫婦在白宮會面。

1984年2月，戴安娜作為倫敦城市芭蕾舞團的贊助人，獨自前往挪威參加該舞團組織的演出。1985年4月，查理斯和戴安娜前往意大利訪問，隨後他們的兩個兒子也加入行程。他們會見了總統亞歷山德羅·佩爾蒂尼。在訪問聖座期間，他們與教宗若望保祿二世進行了私人會晤。1985年秋季，他們重返澳洲，此次訪問受到公眾和媒體的熱烈歡迎，媒體稱戴安娜為「鑽石王妃」（Di-amond Princess）和「王冠上的明珠」（Jewel in the Crown）。1985年11月，夫婦二人訪問美國，並在白宮會見朗奴·列根和蘭茜·列根。1986年，戴安娜先後與查理斯一同訪問了日本、西班牙和加拿大。在加拿大，他們參觀了1986年世界博覽會，期間戴安娜在加州展館暈倒。1986年11月，她單獨訪問阿曼、卡塔爾、巴林和沙特阿拉伯，期間會見了沙特國王法赫德和阿曼蘇丹卡布斯。
1988年，查理斯和戴安娜訪問泰國，並為澳洲二百週年紀念再次訪問澳洲。1989年2月，她獨自訪問紐約，主要為推廣其作為贊助人的威爾斯國家歌劇院的作品。在參觀哈林醫院中心時，她主動擁抱了一名患有愛滋病的七歲兒童。1989年3月，她第二次訪問波斯灣阿拉伯國家，期間訪問了科威特和阿聯酋。

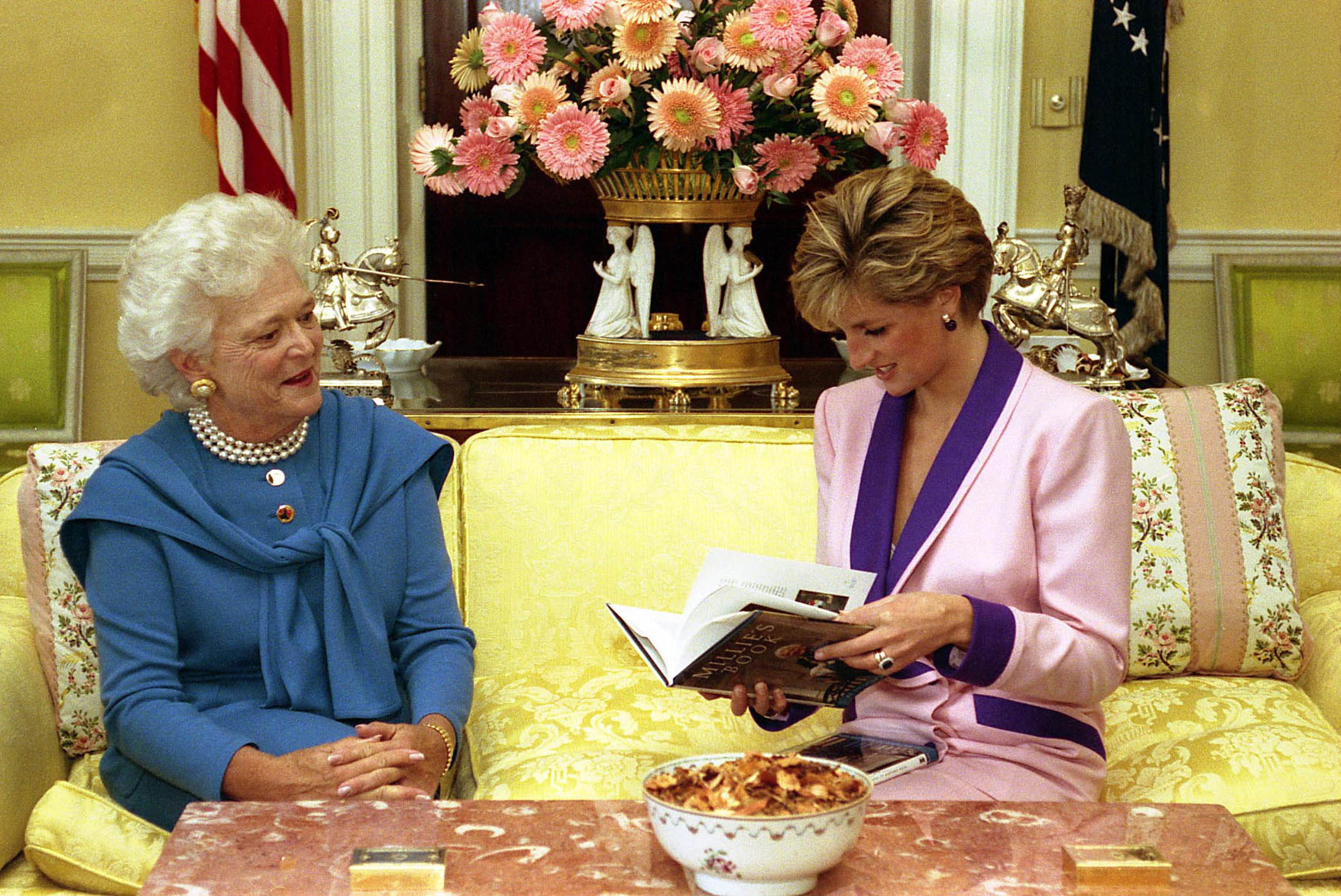
1990年，戴安娜與芭芭拉·布希在白宮黃橢圓廳會面。

1990年3月，戴安娜和查理斯訪問尼日利亞和喀麥隆。喀麥隆總統在雅溫得為他們舉辦了歡迎晚宴。此次訪問的亮點包括戴安娜參觀醫院和關注婦女發展的項目。1990年5月，兩人到匈牙利進行四天訪問。這是王室成員首次訪問前華沙公約組織國家。他們出席了總統根茨·阿爾帕德舉辦的晚宴，並在布達佩斯的應用藝術博物館觀看了一場時裝展覽。戴安娜還訪問了佩托研究所（Pető Institute），並向所長頒發了榮譽官佐勳章。1990年11月，她與查理斯前往日本參加明仁天皇的即位之禮。
在海灣戰爭期間，戴安娜希望發揮鼓舞作用，於1990年12月訪問德國，與士兵家屬會面。她隨後於1991年1月再次訪問德國，參觀布呂根皇家空軍基地，並寫了一封鼓舞信，發表在《士兵雜誌》、《海軍新聞》和《皇家空軍新聞》上。1991年，查理斯和戴安娜訪問京士頓皇后大學，向該校贈送了一份皇家特許狀的複製品。1991年9月，戴安娜單獨訪問巴基斯坦，並與查理斯一同訪問巴西。在巴西期間，戴安娜訪問了致力於幫助街頭兒童的組織。她與查理斯最後一次共同出訪是1992年訪問印度和韓國。她在印度加爾各答訪問了德蘭修女的收容所。兩人在同月晚些時候於羅馬再次會面，並建立了私人友誼。同樣在印度之行中，戴安娜獨自在泰姬陵前的照片成為頭條新聞。1992年5月，她單獨訪問埃及，參觀了吉薩金字塔群，並與埃及總統穆罕默德·胡斯尼·穆巴拉克會面。1992年11月，她單獨正式訪問法國，並與總統弗朗索瓦·密特朗會面。1993年3月，她與查理斯分居後首次單獨出訪，訪問了尼泊爾的一家痲瘋病醫院，期間與一些患者接觸並擁抱，這是這些患者首次受到來訪貴賓的觸碰。1993年12月，她宣布將退出公眾生活，但在1994年11月表示希望「局部回歸」。作為英國紅十字會的副主席，她希望在其125週年慶典中發揮重要作用。後來，女王正式邀請她參加諾曼第登陸週年紀念活動。1995年2月，戴安娜訪問日本，正式拜會了明仁天皇和美智子皇后，並訪問東京國立兒童醫院。1995年6月，戴安娜參加了威尼斯雙年展藝術節，並訪問莫斯科，獲頒國際列奧納多獎（International Leonardo Prize）。1995年11月，戴安娜訪問阿根廷四天，參加慈善活動。她還訪問了許多其他國家，包括比利時、瑞士和津巴布韋等。在與查理斯分居的近四年間，戴安娜作為王室高級成員參與了多項重大國家活動，尤其是1995年的歐戰勝利紀念日和抗日戰爭勝利紀念日50週年紀念活動。

### 慈善工作與贊助活動
1983年，戴安娜向紐芬蘭省省長布萊恩·佩克福德傾訴：「我發現很難應對威爾斯王妃的壓力，但我正在學習適應。」按照20世紀王室贊助的慣例，她需要定期出席醫院、學校等公共機構的活動。1980年代中期起，她開始與眾多慈善機構建立密切聯繫——她在1988年參與了191場官方活動，1991年更達到397場。她特別關注傳統王室較少涉及的嚴重疾病議題，如愛滋病與痲瘋病。英國慈善籌款經理人協會（UK Institute of Charity Fundraising Managers）主席史蒂芬·李（Stephen Lee）評價：「她對慈善事業的整體影響力，堪稱20世紀無人能及。」

#### 贊助機構

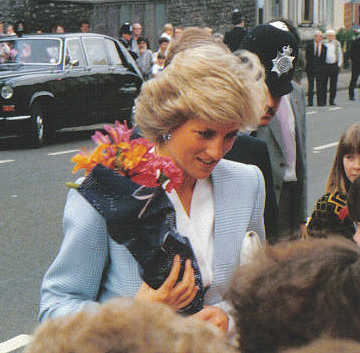
1987年5月，戴安娜參與布里斯托一家社區中心的開幕儀式

戴安娜贊助的機構的服務對象為無家者、青少年、吸毒者與老人等弱勢群體。1989年起她擔任大奧蒙德街兒童醫院院長，同時是倫敦自然史博物館的贊助人、皇家音樂學院與皇家戲劇藝術學院院長。1984至1996年間，她擔任巴納多基金會主席，該機構由托馬斯·約翰·巴納多博士於1866年創立，旨在關懷弱勢兒童和年輕人。1988年成為英國紅十字會贊助人後，她亦支持澳洲、加拿大等地的分會。她每週多次探訪皇家布朗普頓醫院安撫重症或瀕死患者，1991至1996年間擔任全國腦部損傷協會（Headway）贊助人。1992年，她正式成為切斯特分娩慈善會贊助人，該會以她其中一個頭銜命名，在她的協助下募得逾百萬英鎊。1994年，她協助友人茱莉亞·塞繆爾創立兒童喪親慈善會，支持軍人、自殺者及絕症患者的子女，並擔任贊助人，其子威廉後來繼承了該會贊助人身分。
1987年戴安娜獲頒倫敦市授予個人的最高榮譽——倫敦市自由獎。1995年6月她訪問莫斯科時，特別探訪曾捐贈醫療設備的兒童醫院；同年12月在紐約獲頒「聯合腦癱協會年度人道主義者獎」。1996年10月，因對老年照護的貢獻，她在義大利里米尼舉辦的皮奧曼祖國際研究中心醫療會議上獲頒金質獎章。
離婚次日，她宣布退出逾百個慈善機構，僅保留六個贊助身分：無家者中心、英國國家芭蕾舞團、大奧蒙德街兒童醫院、痲瘋病救助會、全國愛滋病信託基金與皇家馬斯登醫院。她持續參與英國紅十字會反步兵地雷運動，但不再列名贊助人。
1997年5月，應友人李察·艾登堡之邀，她為萊斯特大學的「艾登堡藝術中心」揭幕。同年6月，她聽從長子威廉建議，在倫敦與紐約的佳士得拍賣會出售部分服飾，所得捐贈慈善機構。她最後的公開活動是1997年7月21日探訪倫敦諾斯威克公園醫院，36歲生日則在泰特美術館慶祝，同時紀念該館百年館慶。她原定1997年9月4日從巴黎返英後，將出席兒童整骨中心（Osteopathic Centre for Children）的募款活動。

#### 愛滋病
戴安娜於1980年代開始接觸愛滋病患者。與當時普遍對愛滋病人的歧視相反，她並不避諱與患者進行身體接觸，並成為首位這樣做的英國王室成員。1987年，她在一項消除愛滋病污名的行動中與一名愛滋病患者握手。戴安娜曾表示：「愛滋病毒不會讓人變得危險。你可以與他們握手或擁抱。他們非常需要這些。更重要的是，你可以分享他們的家、工作場所、遊樂場和玩具。」令戴安娜失望的是，伊利沙伯二世並不支持這類慈善工作，並建議她參與「更愉快的事情」。1989年7月，她在南倫敦開設了地標愛滋病中心。1990年10月，戴安娜在華盛頓特區開設了「祖母之家」（Grandma's Home），為年輕愛滋病患者提供住所。她還是國家愛滋病信託基金的贊助人，並定期訪問為愛滋病毒感染者提供住宿護理的倫敦燈塔。1991年，她在訪問米德爾塞克斯醫院的愛滋病病房時擁抱了一名患者，該病房由她於1987年開設，是英國首個專門為此設立的醫院單位。作為健康與社會照護組織轉折點的贊助人，戴安娜於1992年訪問了其在倫敦為愛滋病毒感染者開展的項目。她後來建立並領導了愛滋病研究的籌款活動。
1997年3月，戴安娜訪問南非，並與曼德拉會面。2002年11月2日，曼德拉宣布曼德拉兒童基金會將與威爾斯王妃戴安娜紀念基金會合作，幫助愛滋病患者。兩人在她去世前幾個月就已計劃將這兩家慈善機構合併。曼德拉後來讚揚戴安娜在愛滋病問題上的努力：「當她撫摸痲瘋病患者的肢體，或坐在愛滋病患者的床邊握住他們的手時，她改變了公眾的態度，並改善了這些人的生活機會。」曼德拉表示，戴安娜利用她的名人地位「對抗愛滋病患者所受的污名」。

#### 地雷議題

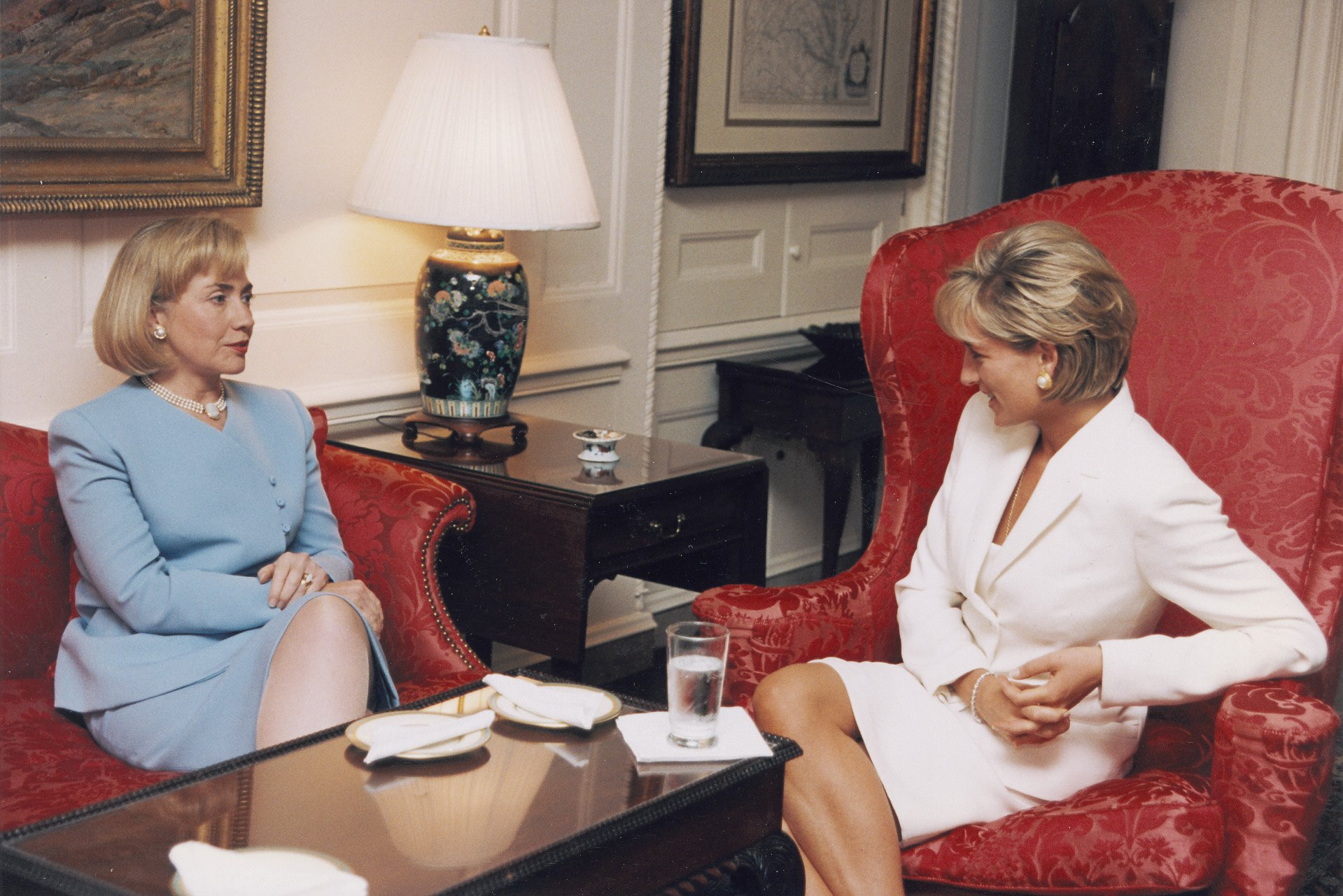
1997年6月一場地雷運動籌款活動後，戴安娜與希拉莉·克林頓在白宮地圖室交談。

戴安娜是HALO信托基金的贊助人，該組織專門清理戰爭遺留的殘骸，尤其是地雷。1997年1月，戴安娜戴著防彈頭盔和防彈背心穿越安哥拉雷區的照片傳遍全球。在此期間，她被指控干預政治，並被英國國防部官員豪伯爵稱為「不受控的砲彈」。儘管遭受批評，HALO信托基金指出戴安娜的努力成功提高了國際社會對地雷及其造成苦難的關注。1997年6月，她在英國皇家地理學會舉辦的地雷會議上發表演講，並前往華盛頓特區支持美國紅十字會的反地雷倡議。在去世前數星期（1997年8月7日至10日），她與地雷倖存者網絡的傑瑞·懷特和肯·盧瑟福一同訪問了波士尼亞與赫塞哥維納。
戴安娜在地雷議題上的工作被認為對《渥太華條約》的簽署具有重要影響，該條約禁止使用殺傷人員地雷。在向英國下議院提交《1998年地雷法案》的二讀時，外相郭偉邦特別對戴安娜的貢獻致敬：  
所有議員從選民來函中都清楚意識到，威爾斯王妃戴安娜為讓大眾認識地雷的人道代價作出了巨大貢獻。記錄我們對她及反地雷非政府組織工作的最佳方式，就是通過這項法案，為全球禁雷鋪路。
戴安娜去世後數月，國際反地雷組織獲得諾貝爾和平獎。

#### 癌症
戴安娜首次單獨進行的官方行程，是訪問位於倫敦的癌症治療醫院皇家馬斯登醫院。她後來選擇將這家慈善機構納入其紐約服裝拍賣的受益組織之一。該醫院的傳訊經理表示，她「為消除與癌症、愛滋病、愛滋病毒和痲瘋病等疾病相關的污名和禁忌做了許多努力」。戴安娜於1989年6月27日成為該醫院的院長。1993年2月25日，戴安娜主持開幕沃爾夫森兒童癌症中心。1996年2月，戴安娜獲悉有關伊姆蘭·汗新建的癌症醫院的消息後，前往巴基斯坦參觀其兒童癌症病房，並在拉合爾出席了一場慈善籌款晚宴。她後來於1997年5月再次訪問該醫院。1996年6月，她以皇家馬斯登醫院院長的身份前往芝加哥，參加在菲爾德自然史博物館舉行的籌款活動，為癌症研究籌集了超過100萬英鎊。她還訪問了庫克縣醫院的患者，並在會見一組乳腺癌研究人員後，於西北大學芝加哥校區的乳腺癌研討會上發表演講。1996年9月，應凱瑟琳·葛蘭姆的邀請，戴安娜前往華盛頓，出席了一場白宮早餐會，以支持尼娜·海德乳腺癌研究中心（Nina Hyde Center for Breast Cancer Research）。她還參加了由《華盛頓郵報》在同一中心舉辦的年度乳腺癌研究籌款活動。
1987年11月，一名年輕白血病患者珍·奧高曼（Jean O'Gorman）因病去世，戴安娜在數日後會見了她的家人。珍和她兄弟的去世對戴安娜影響深遠，故她在次年協助其家人成立「白血病兒童」（Children with Leukaemia）慈善機構，以紀念兩名年輕的癌症患者。1988年1月12日，她在米爾希爾中學為該機構正式開幕，她一直支持該機構，直至1997年去世。

#### 其他領域
1989年11月，戴安娜訪問了印尼的一家痲瘋病醫院。此後，她成為「痲瘋病救助會」組織的贊助人，該組織致力為患者提供藥物、治療和其他支援服務。她一直擔任該慈善機構的贊助人，並在1997年去世前走訪了其位於印度、尼泊爾、津巴布韋和尼日利亞等多地的醫院。在許多人仍認為痲瘋病會通過日常接觸傳染時，她親自觸碰患者。她表示：「我的初衷很簡單，就是通過觸碰痲瘋病患者，向他們傳達『你們不該被厭惡，我們也不會排斥你們』。」1999年11月，印度諾伊達成立了「威爾斯王妃戴安娜健康教育與媒體中心」（Diana Princess of Wales Health Education and Media Centre），由威爾斯王妃戴安娜紀念基金資助，旨在為痲瘋病患者及殘障人士提供社會支援。
戴安娜長期積極支持為無家可歸者提供住宿與援助的慈善機構「無家者中心」，並於1992年成為其贊助人。她還支持包括「通道」在內的多個對抗貧困與無家可歸問題的組織。她曾為年輕無家可歸者發聲：「他們理應獲得體面的人生起點。」她強調：「作為社會一員，我們必須確保年輕人——我們的未來——得到應有的機會。」戴安娜常私下帶威廉和哈利參觀中心點的服務設施與收容所。該機構工作人員回憶：「她真摯的關懷讓年輕人深受感動。」威廉後來繼承母親成為「無家者中心」的贊助人。

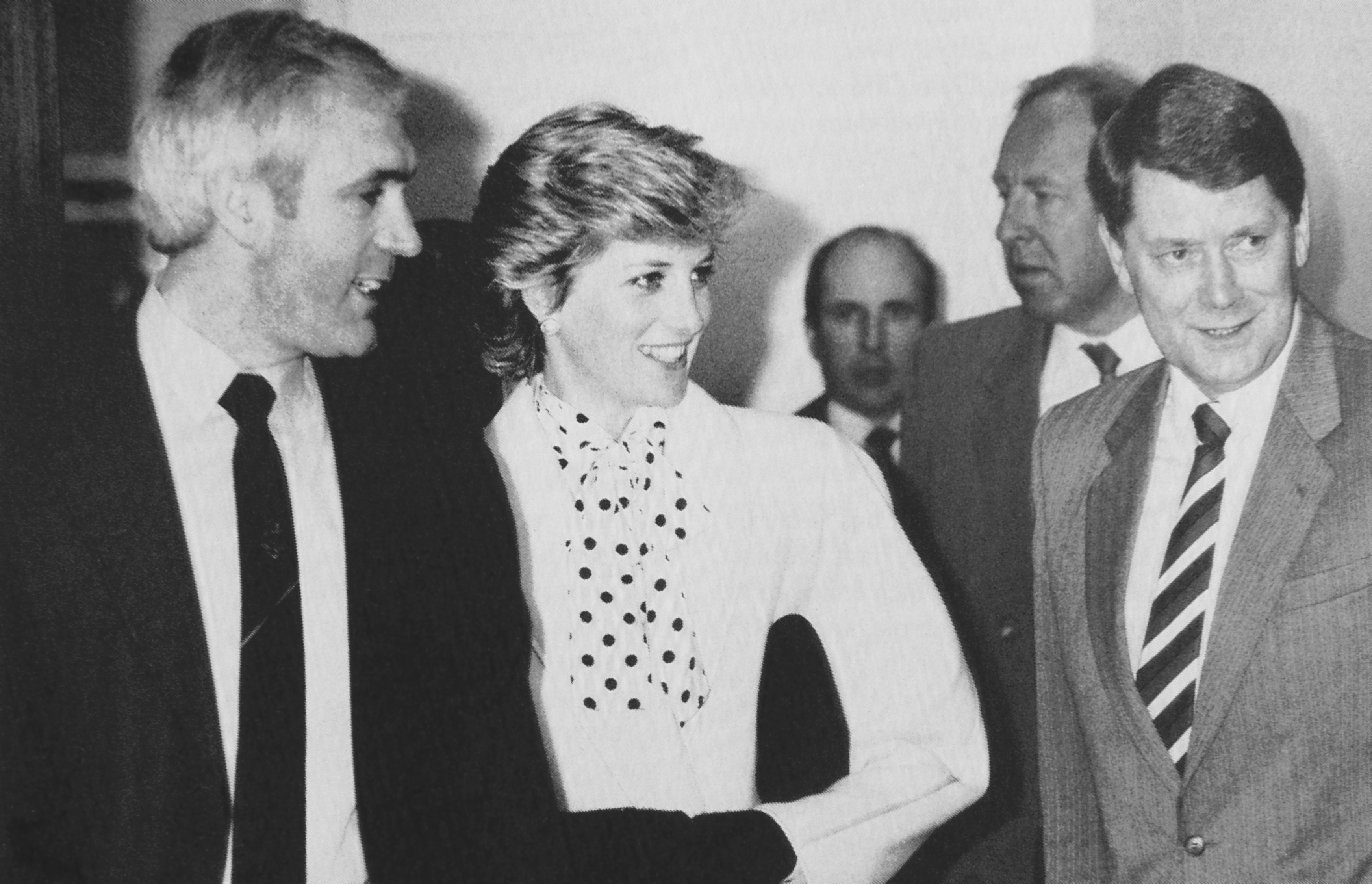
1987年，戴安娜參觀西米德蘭茲警察局毒品調查組。

戴安娜長期堅定支持關注社會與心理問題的機構，包括「關係」和「轉折點」。1987年，「全國婚姻指導委員會」（National Marriage Guidance Council）改組為「關係」機構，戴安娜於1989年成為其贊助人。「轉折點」成立於1964年，專注於協助藥物濫用、酒精成癮及心理健康問題患者。她自1987年擔任該機構贊助人，定期走訪其中心及蘭普頓精神病院、布羅德莫精神病院等機構。1990年，她在「轉折點」演講中表示：「要說服公眾接納那些被維多利亞時代視為『該被關在精神病院』的思覺失調、神經症等患者回歸社會，需要專業努力。」1991年，她無視穆斯林國家的外交禮儀限制，專程訪問巴基斯坦拉合爾的戒毒中心，以表明「對抗藥物濫用的決心」。

## 離婚後的私生活
離婚後，戴安娜保留了與查理斯婚後第一年起同住的肯辛頓宮北側雙層公寓，該住所一直是她生前居所。她將辦公室遷至肯辛頓宮，但獲准「使用聖詹姆士宮的國事廳」。2003年出版的一本書中，保羅·伯瑞爾聲稱戴安娜的私人信件顯示，儘管戴安娜曾提出請求，其弟史賓沙伯爵拒絕讓她居住於奧爾索普莊園。後續證實此指控不實，史賓沙獲多家報刊法律致歉，包括2021年《泰晤士報》承認「考慮其姊安全並遵循警方建議，伯爵向威爾斯王妃提供了多處房產，包括史賓沙家族祖宅沃姆萊頓莊園」。但莊園內花園小屋因預留員工使用而未能提供。
戴安娜獲撥款維持私人辦公室運作，負責慈善工作與王室職責，但1996年9月起需自行支付個人開支。她仍可佩戴婚姻期間獲贈珠寶，並使用英國王室與政府航空服務。倫敦警察廳皇室保護組持續提供安保，但戴安娜晚年為遠離王室而拒絕，僅與兒子同行時接受。有媒體披露她生前曾與繼任首相貝理雅商討擔任特別大使，為其倡議與慈善提供政府平台以推廣英國海外利益。
戴安娜與多名名人保持密切友誼，包括艾頓·莊、麗莎·明妮莉、乔治·迈克尔、米高·積遜及吉安尼·凡賽斯。她與英籍巴基斯坦心臟外科醫生哈斯納特·汗交往，其密友在她去世後稱他為「她一生的摯愛」，而且她曾稱他為「完美先生」（Mr. Wonderful）。1996年5月，戴安娜應哈斯納特的親戚伊姆蘭·汗邀請訪問拉合爾，秘密會見其家人。哈斯納特極重隱私，兩人關係保密，戴安娜甚至向媒體否認戀情。這段近兩年的戀情結束原因說法不一，戴安娜曾向友人透露因哈斯納特提出分手而痛苦。但據哈斯納特在死因研訊證詞，戴安娜在1997年夏季主動結束關係。伯瑞爾亦稱戴安娜於1997年7月終止戀情。伯瑞爾還稱戴安娜之母弗朗西絲反對女兒與穆斯林交往。戴安娜去世前，已有四個月未與母親交談。相反，她與繼母的關係據報有所改善。
一個月內，戴安娜開始與房東穆罕默德·法耶茲之子多迪·法耶茲交往。該年夏季，戴安娜原計劃帶兒子前往紐約長島漢普頓地區度假，因安保問題受阻。放棄泰國之行後，她接受法耶茲邀請赴法國南部，其莊園與龐大安保團隊不會引發皇室保護組擔憂。穆罕默德購置價值數百萬英鎊的60米遊艇「喬尼卡爾號」招待戴安娜母子。蒂娜·布朗後稱，戴安娜與法耶茲的戀情及與古魯·拉爾瓦尼的四個月戀情是「為刺激真愛哈斯納特」的策略。她去世後數年，伯瑞爾、記者理查德·凱（Richard Kay）與言語教練斯圖爾特·皮爾斯（Stewart Pierce）聲稱戴安娜曾考慮在美國購置房產。

## 死亡

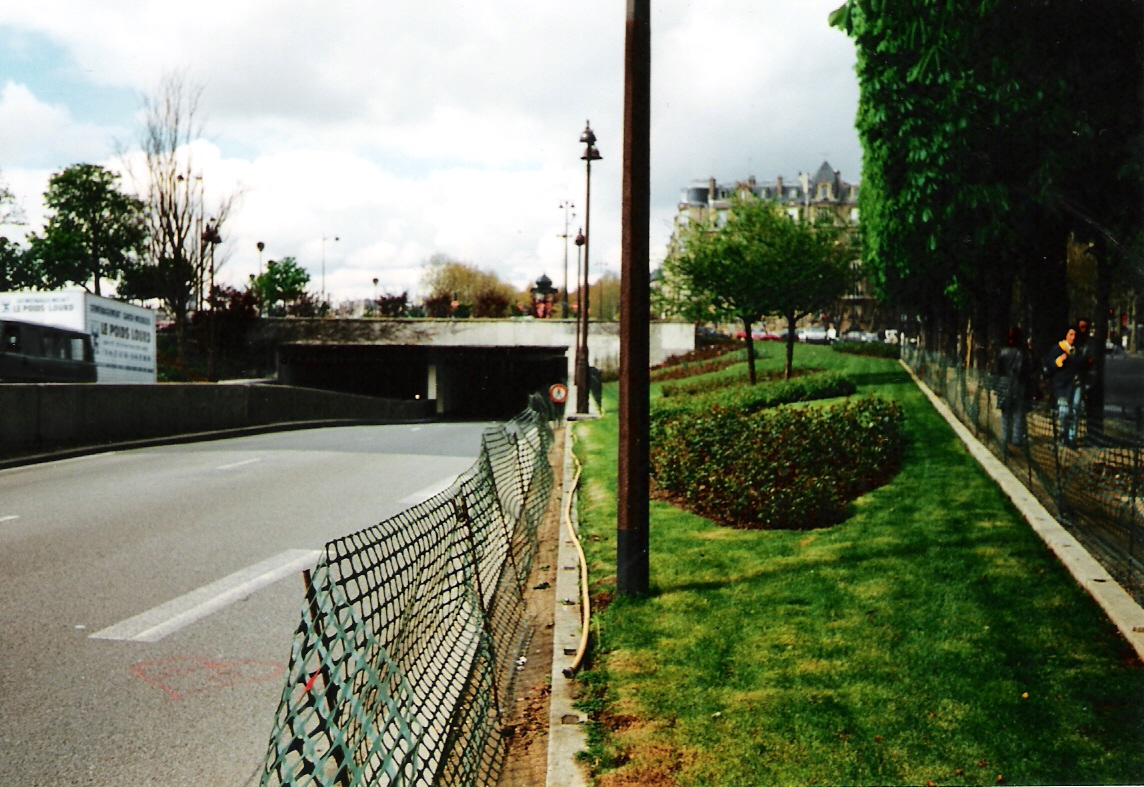
巴黎阿爾瑪橋隧道東側入口，戴安娜在此處遭遇致命車禍

1997年8月31日，戴安娜在巴黎阿爾瑪橋隧道內遇上車禍，傷重不治身亡，事發時其駕駛正試圖擺脫狗仔隊的追蹤。戴安娜約於凌晨2時被送至皮提耶-薩爾佩特里醫院，並在凌晨4時宣告死亡。同車的伴侶多迪·法耶茲與駕駛亨利·保羅（巴黎麗茲酒店代理安全經理）亦當場身亡。受僱於多迪父親的保鑣特雷弗·瓊斯雖頭部重傷但倖存。
1997年9月6日舉行的電視轉播葬禮創下英國3,210萬人（英國史上最高收視紀錄之一）及美國5,000萬人的峰值收視紀錄。全球逾200個國家轉播葬禮，估計約25億人觀看。

### 悼念、葬禮與安葬

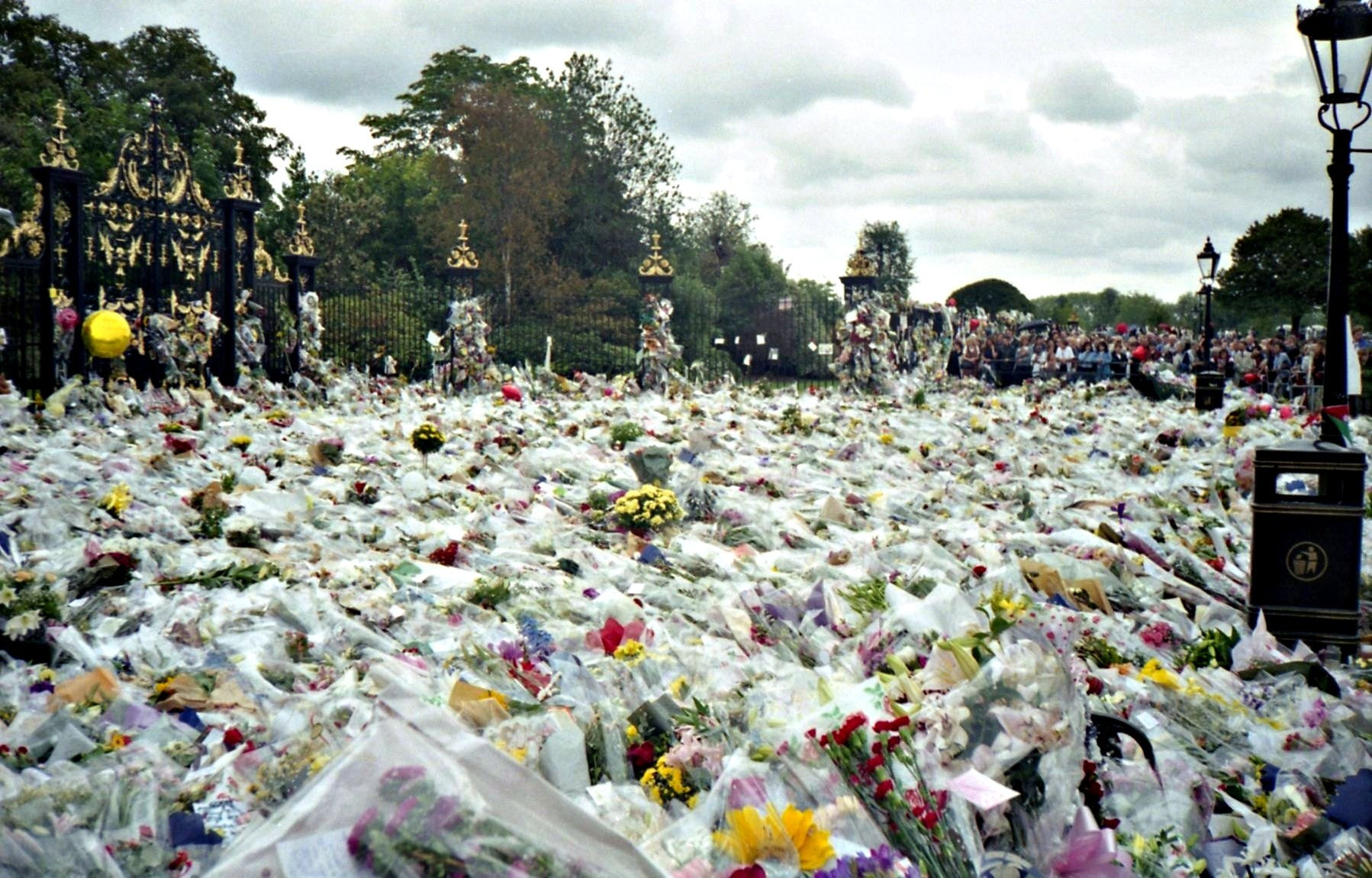
肯辛頓宮外的鮮花

這位極受歡迎的王室成員猝逝，引發全球政要聲明與民眾自發悼念。民眾在肯辛頓宮外放置鮮花、蠟燭、卡片與手寫悼詞長達數月。覆蓋皇家旗幟的靈柩於同日由查理斯與戴安娜兩位姊姊從巴黎護送回倫敦，先運抵私人殯儀館，後移靈至聖詹姆士宮的皇家禮拜堂。

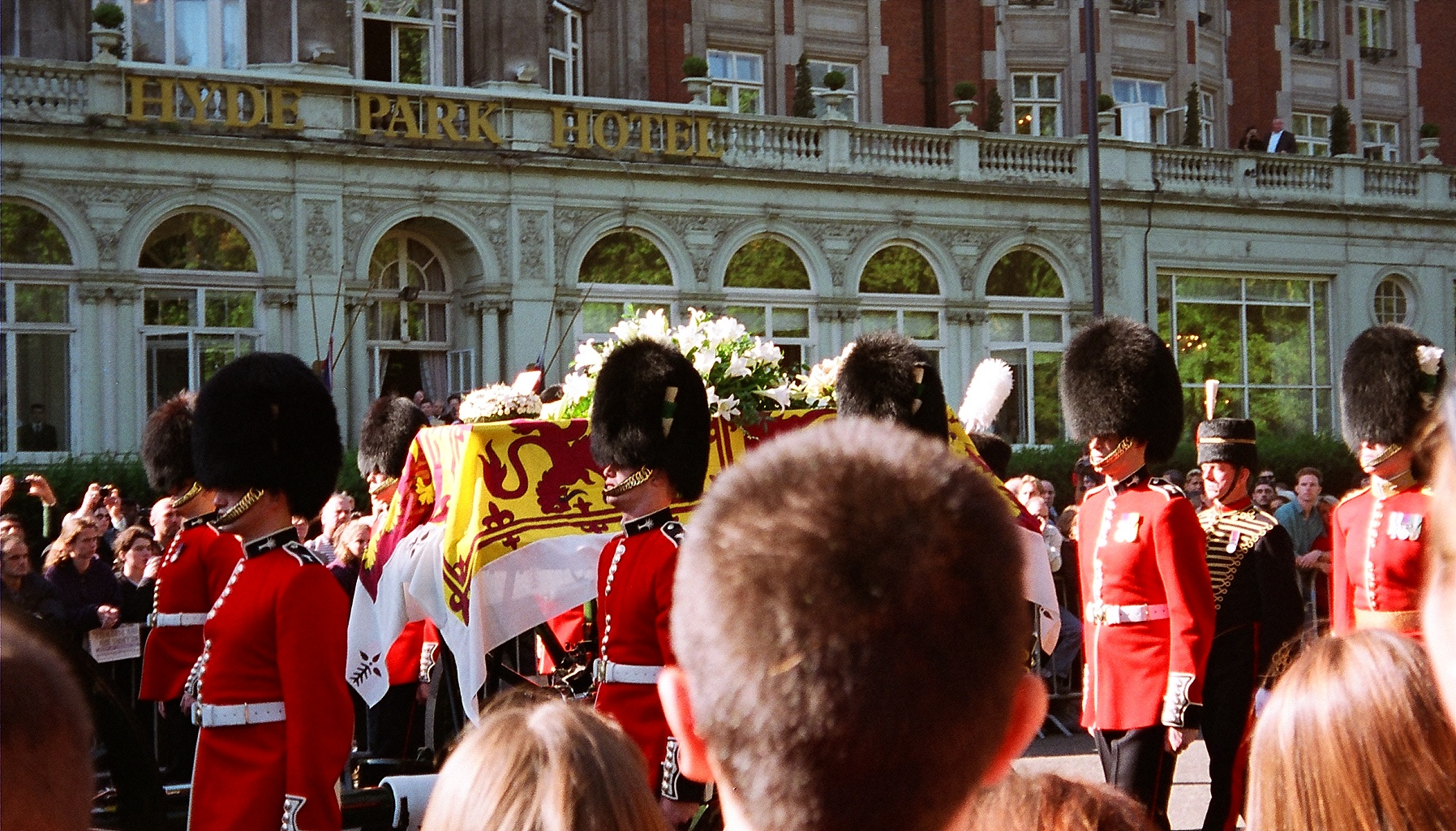
覆蓋皇家旗（鑲白貂毛邊）的靈柩，經倫敦街道運往西敏寺

1997年9月5日，伊利沙伯二世透過電視直播致悼詞。葬禮於9月6日在西敏寺舉行，兩位王子隨靈柩後方步行，同行者包括威爾斯親王、愛丁堡公爵、弟弟史賓沙伯爵及旗下慈善機構代表。史賓沙伯爵表示：「她人生中的最後一年證明，無需王室頭銜仍能綻放獨特光芒。」。艾頓·莊在儀式中獻唱改編版《風中之燭1997》（此曲唯一公開演唱紀錄），該單曲全球收益全數捐贈戴安娜旗下的慈善基金。

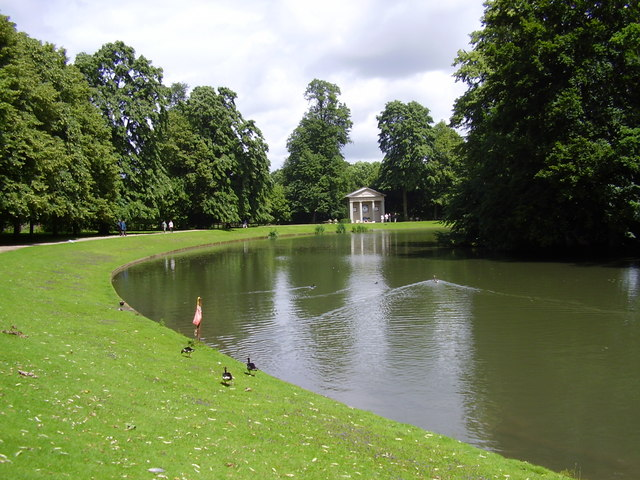
奧爾索普莊園的圓形湖與戴安娜紀念館

當日稍後舉行私人安葬儀式，出席者包括戴安娜的前夫、兩位兒子、母親、姊弟、密友與牧師。遺體穿著凱瑟琳·沃克設計的黑色長袖禮服，手握德蘭修女贈予的玫瑰念珠，長眠於史賓沙家族莊園奧爾索普的湖心島上。
威爾斯王妃皇家軍團第二營擔任儀仗隊，將靈柩護送至島嶼下葬。戴安娜曾於1992至1996年擔任該團榮譽司令。戴安娜原被計劃安葬於史賓沙家族位於大布靈頓教區的墓穴，但史賓沙伯爵考量公眾安全與參訪人潮壓力，最終選定便於威廉、哈利及其他親屬私密悼念的莊園墓地。

### 陰謀論、調查與判決
法國最初的司法調查結論指出，車禍起因於保羅的酒駕、魯莽駕駛、超速及處方藥物的影響。1998年2月，多迪的父親穆罕默德·法耶茲公開聲稱，這場導致其子喪生的車禍是一場預謀，並指控軍情六處與菲臘親王。2004年於倫敦啟動的調查持續至2007年與2008年，最終將車禍歸因於保羅的重大過失駕駛及追逐的狗仔隊，後者迫使保羅加速駛入隧道。2008年4月7日，陪審團裁定此案為「不合法被殺」。調查最終判決次日，法耶茲宣布終止長達10年的謀殺指控行動，表示此舉是為戴安娜的子女著想。

### 後續事件

#### 遺產分配
戴安娜去世後留下2,100萬英鎊遺產，「扣除遺產稅後淨值1,700萬英鎊」，由信託人、其母與其姊莎拉管理。遺囑簽署於1993年6月，但戴安娜於1996年2月修改內容，將私人秘書從信託人名單移除並由莎拉取代。扣除個人與繼承稅後，淨值1,290萬英鎊的遺產分配予受益人。兩名兒子繼承大部分遺產，各獲650萬英鎊（經投資後增值），並於2012年與2014年滿30歲時分別獲得約1,000萬英鎊。戴安娜多數物品最初由其弟保管，每年於奧爾索普展示兩次，直至歸還其子。這些物品（包括其禮服、套裝、家族畫作與珠寶）亦在美國博物館展出，截至2011年為慈善機構籌得200萬美元。戴安娜的訂婚戒指與黃金腕錶分別贈予威廉與哈利，前者後將戒指贈予妻子凱瑟琳·密道頓。婚紗亦歸其子所有。
除遺囑外，戴安娜另撰寫意願書，要求將四分之三個人財產分予兩子，其餘四分之一（珠寶除外）分予17名教子女。儘管如此，遺囑執行人（其母與姊）「向遺囑認證法院申請『變更』」，且意願書因「缺乏英國法律要求的特定措辭」未被採納。最終，每名教子女僅獲贈一件遺物，若按四分之一比例分配則每人應得10萬英鎊。此變更亦推遲遺產分配至兩子30歲（原定25歲）。戴安娜另贈予管家保羅·伯勒爾約5萬英鎊現金。

#### 美國政府監控對象
1999年，網路新聞服務“apbonline.com”根據美國資訊自由法提出申請後，揭露戴安娜生前一直受美國國家安全局監控，該機構持有逾千頁關於她的最高機密檔案。因涉及國家安全，檔案內容不得公開。國安局官員堅稱戴安娜並非其「全球電子監聽系統的目標」。儘管多次要求解密（包括穆罕默德·法耶茲的著名申請），國安局仍拒絕公開文件。
2008年，戴安娜前保鑣肯·華夫（Ken Wharfe）指控她與詹姆斯·吉爾比的爭議通話（俗稱「魷魚門事件」）實由英國政府通信總部錄製並刻意以「循環播放」形式外流。戴安娜身邊人士認為此舉意在抹黑她。華夫稱戴安娜本人相信王室成員均遭監控，但也表示主要原因可能是愛爾蘭共和軍的潛在威脅。

#### 週年紀念與拍賣活動
戴安娜逝世一週年時，民眾在肯辛頓宮外獻花，西敏寺舉行追悼儀式。王室成員與時任首相貝理雅一家赴克拉西教堂進行私人祈禱會，史賓沙家族則在奧爾索普舉行私人追思會。女王下令白金漢宮等王室官邸降半旗致哀，此舉打破傳統——此前即便君主逝世，宮殿上方亦不降旗。此後，英國國旗（非皇家旗幟）開始在王室成員逝世或國家哀悼期降半旗。

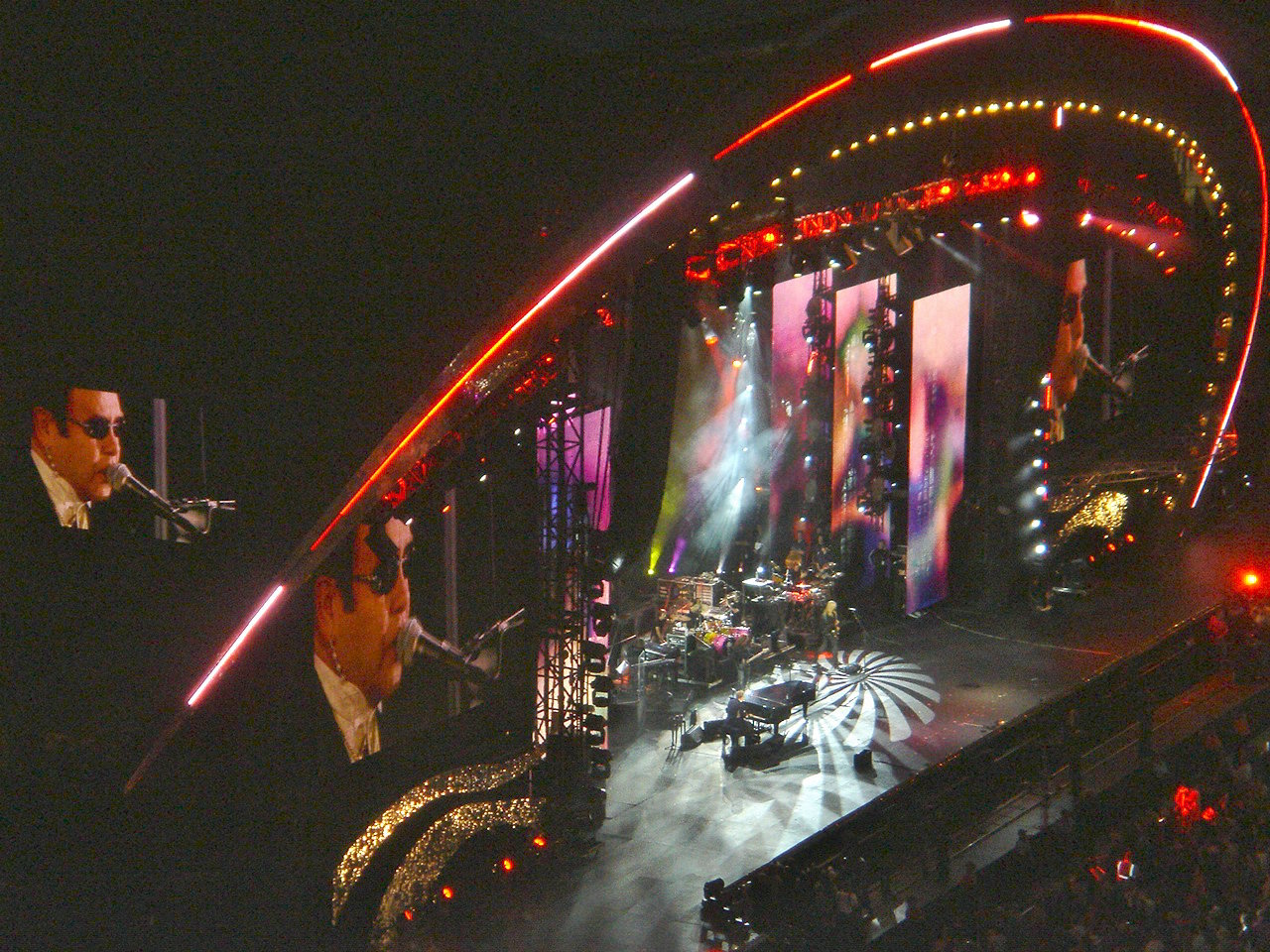
艾頓·莊於2007年「戴安娜音樂會」演出

2007年7月1日，威廉與哈利於溫布萊球場主辦紀念戴安娜音樂會，紀念母親46歲冥誕，並為8月31日的十週年忌日作準備。活動收益捐予戴安娜支持的慈善機構。同年8月31日，威靈頓兵營衛兵教堂舉行感恩儀式，500名賓客包括王室成員、史賓沙家族、教父母、教子女、婚禮賓客、摯友、助手、慈善團體代表、白高敦、貝理雅、馬卓安，以及大衛·弗羅斯特、艾頓·莊等演藝界人士。
2017年1月，戴安娜與其他王室成員寫給白金漢宮侍從的書信被拍賣，其中六封信以15,100英鎊成交。2021年，戴安娜1990至1997年間的40封信件在拍賣會上以67,900英鎊售出。2023年，戴安娜兩名友人拍賣32封她離婚期間的私人信件與卡片，聲稱收益將捐給相關慈善機構。
為紀念逝世20週年，肯辛頓宮於2017年2月舉辦「戴安娜：她的時尚故事」（Diana: Her Fashion Story）展覽，展出她鍾愛的設計師作品至隔年。其他紀念活動包括其弟史賓沙伯爵在奧爾索普策劃的展覽、戴安娜獎委員會舉辦的系列活動以及肯辛頓花園改建的「白色花園」（The White Garden）專區。

## 形象、評價及影響

### 公眾形象

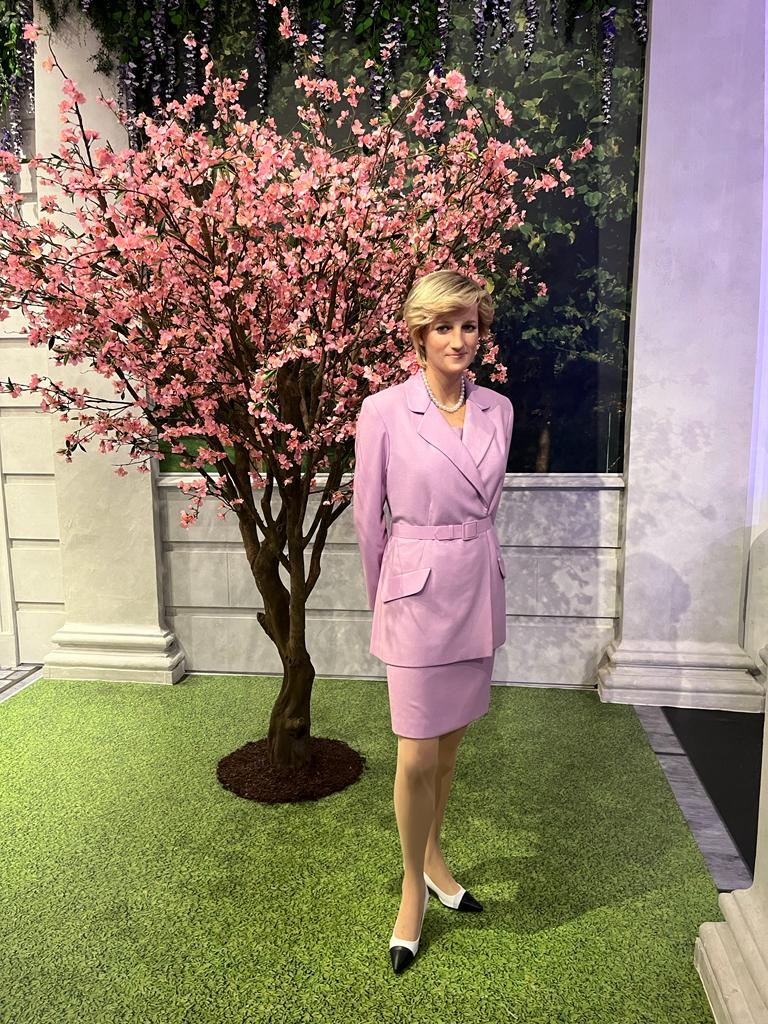
戴安娜在倫敦杜莎夫人蠟像館的蠟像

戴安娜始終是歷史上最受歡迎的王室成員之一，她持續對年輕一代的王室成員產生影響。從她與查理斯訂婚到去世，戴安娜一直是世界舞台上的重要人物，常被描述為「世上被拍攝次數最多的女性」。她以同情心、時尚風格、魅力和高調的慈善工作以及不幸的婚姻而聞名。傳記作者莎拉·布拉德福德評論道：「唯一能治癒她痛苦的只有威爾斯親王的愛……他持續貶低她的方式讓她陷入絕望。」儘管婚姻問題和醜聞不斷，戴安娜在民意調查中始終保持高支持率，而她的丈夫則飽受低公眾支持率的困擾。戴安娜的前私人秘書帕特里克·傑夫森形容她是個有條理且勤奮的人，並指出查理斯無法「接受妻子非凡的受歡迎程度」，這觀點得到傳記作者蒂娜·布朗的支持。他還說她是個嚴厲的老闆，「同樣會迅速讚賞努力工作」，但如果覺得自己受到不公正待遇也會反抗。戴安娜的母親也形容她是個「充滿愛心」但有時「情緒激烈」的人。她常被描述為對孩子們盡心盡力的母親，兩名孩子被認為深受她的個性和生活方式影響。
早年，戴安娜常以害羞的性格著稱。記者麥可·懷特認為她「聰明」、「精明且風趣」。一些曾與她密切交流的人形容她是個「由心引導」的人。在《衛報》的一篇文章中，莫尼加·阿里認為，儘管缺乏經驗和教育，戴安娜仍能應對王室的期望並克服婚姻生活中的困難和痛苦。阿里還認為，通過公開討論她的飲食失調，她「對公眾話語產生了持久影響，特別是在心理健康問題上」。根據蒂娜·布朗的說法，戴安娜早年擁有「被動的力量」，這是一種她與王太后共有的特質，使她能夠本能地利用自己的吸引力實現目標。
戴安娜以接觸病患、垂死之人以及安慰貧困和被遺棄者而聞名，這些行動為她贏得了更多聲望。以隨和的態度著稱，據報導她討厭內部圈子的形式主義，要求「人們不要每次她進房間都站起來」。戴安娜常被認為以更現代化的方式擴大了王室的慈善工作範圍。《華盛頓郵報》的尤金·羅賓森在一篇文章中寫道：「戴安娜為王妃的角色注入了活力、行動主義，尤其是魅力。」《紐約時報》的艾麗西亞·卡羅爾（Alicia Carroll）形容戴安娜是「一股新鮮空氣」，她是王室在美國知名的首要原因。安東尼·霍爾登則認為，戴安娜在與查理斯分居後「明顯重生」，這一時刻被霍爾登描述為她的「勝利時刻」，使她走上獨立的成功之路。
戴安娜的突然去世引發了前所未有的悲痛和哀悼，並使王室陷入危機。安德鲁·玛尔表示，她的去世「復興了公眾情感文化」。她的兒子威廉表示，她去世後的公眾悲痛「改變了英國人的心理，使之變得更好」，而阿拉斯泰爾·坎貝爾指出這有助於削弱「堅忍的態度」。1981年和1997年，戴安娜是時代年度風雲人物的候選人之一，2020年，該雜誌將戴安娜列入年度百位女性名單。她因努力消除對愛滋病患者的污名化而被選為1987年年度女性。2002年，戴安娜在英國廣播公司的《最偉大的100名英國人》票選中排名第三，超過女王和其他英國君主。
儘管被視為標誌性人物和受歡迎的王室成員，戴安娜在世時仍遭受批評。哲學教授安東尼·奧希爾在其筆記中批評她未能履行職責，其魯莽行為損害了君主制，且慈善努力「自我放縱」。此言論引發戴安娜曾支持的慈善組織為其辯護，彼得·盧夫稱奧希爾的評論「令人反感且不恰當」。更多批評指她利用公眾形象謀取私利，此舉「貶低其王室職位」。戴安娜獨特的慈善工作方式（包括與重病患者肢體接觸）偶爾引發媒體負面反應。
戴安娜與媒體及狗仔隊的關係被描述為「矛盾」。她曾抱怨媒體騷擾，稱其無處不在使生活難以忍受，卻又主動尋求關注並向記者透露訊息。《衛報》撰稿人彼得·康拉德（Peter Conrad）指出，戴安娜主動讓記者與狗仔進入其生活，因深知他們是其權力來源。克里斯托弗·希欽斯支持此觀點，認為「為解決不幸私生活，她成為勤奮的媒體線人」。蒂娜·布朗反駁戴安娜絕非「媒體操控的脆弱受害者」，稱將「精明機智的戴安娜描繪成無能者」是種冒犯。前《世界新聞報》王室編輯克萊夫·古德曼在2014年在法庭證實，戴安娜1992年為報復查理斯親王，曾向該報洩露王室高級成員聯絡名錄。不過，戴安娜也利用媒體關注推動慈善事業。
莎莉·貝德爾·史密斯形容戴安娜善變、自我中心且佔有慾強。史密斯認為戴安娜行善「出於個人考量，而非解決社會問題的抱負」。尤金·羅賓遜則強調「她對所支持事業極為認真」。莎拉·布拉德福德稱，戴安娜鄙視溫莎王朝，視其為「暴發戶外國小諸侯」並稱之為「德國人」。貝理雅評價戴安娜「極具魅力」但善於操縱。
1998年，《獨立報》記者伊馮娜·羅伯茨撰文指出，戴安娜死後公眾評價突然由批判轉為讚美；西奧多·達林普爾也注意到此「驟變」。羅伯茨補充，戴安娜非「聖人」亦非「革命者」，但可能鼓勵一些人關注地雷、愛滋病與痲瘋病議題。歷史學家柳德米拉·喬爾丹諾娃從性別角度分析戴安娜之死的影響時指出：「具魅力的女性無法抵擋複雜社會力量」，並主張「應解讀情感如何凌駕分析，以及為何女性成為人道情懷守護者」。作家安妮·阿普尔鲍姆認為戴安娜死後未影響公眾輿論；《衛報》的喬納森·弗里德蘭也認為其影響力隨時間消退，但該報撰稿人彼得·康拉德反駁「逝世十年後，她仍未沉默」，《每日電訊報》的艾倫·馬西更指其情感「持續塑造社會」。莫妮卡·阿里在《衛報》寫道：「戴安娜迷人而缺陷鮮明。其遺產複雜卻不容忽視。生命短暫，卻留下印記」。

### 穿著風格

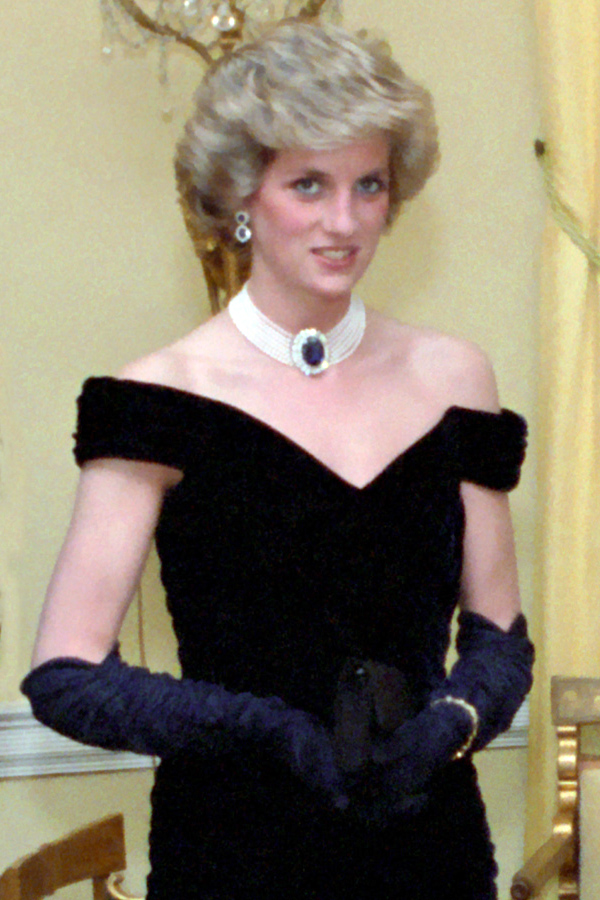
1985年11月，戴安娜身穿著名的崔維斯連衣裙

戴安娜是全球女性爭相效仿的時尚偶像。2012年，《時代》雜誌將她列入「史上百大時尚偶像」（All-Time 100 Fashion Icons）名單。《每日電訊報》的伊恩·霍林斯赫德寫道：「戴安娜只需看一眼衣服，就能讓它們大賣。」。這種效應的早期例子出現在1980年她與查理斯交往期間，當時她穿著亨特靴業的一款威靈頓靴的照片曝光後，該靴子的銷量飆升。據設計師和與戴安娜共事的人士稱，她利用時尚與風格來支持慈善事業、表達自我並與外界溝通。戴安娜至今仍是時尚風格的標誌性人物，影響著近年的文化與潮流趨勢。
戴安娜的時尚風格融合了傳統王室期望與英國當代潮流。在出訪外交行程時，她的服裝會配合到訪國的傳統服飾；而私下場合則常穿著寬鬆夾克與毛衣。曾任《英國Vogue》編輯暨戴安娜時尚導師的安娜·哈維表示：「她總是非常在意衣著如何被解讀，這對她非常重要。」她早期的時尚風格包含端莊浪漫元素，如柔和的色調與華麗的禮服袍。她的時尚元素迅速成為潮流。她打破某些傳統，例如在公開場合不戴手套，並致力打造能拉近與公眾距離的衣櫥。據與戴安娜密切合作的多納泰拉·范思哲所言，戴安娜與查理斯分居後，對時尚的興趣與好奇心大幅增長。其風格隨後變得更為大膽幹練，包括結構性裙裝套裝、雕塑感禮服裙與中性色調，以將焦點引向慈善工作。
凱瑟琳·沃克是戴安娜最喜愛的設計師之一，兩人合作打造了她的「皇家制服」。她最喜愛的時裝品牌包括范思哲、亞曼尼、香奈兒、迪奧、古馳與其樂。她的著名造型包括「黑羊毛衣」（Black Sheep Sweater）、查理斯承認外遇後穿著的「復仇晚禮服」，以及「崔維斯連衣裙」。戴安娜在《英國Vogue》雜誌上穿著的粉紅色雪紡襯衫由大衛·伊曼紐爾與伊莉莎白·伊曼紐爾設計，在戴安娜宣布訂婚的當天就出現在雜誌上，銷量達數百萬件。她生前三度登上《英國Vogue》封面，逝世後在1997年10月號獲專題報導。戴安娜在活動前自行化妝，並由髮型師陪同公開亮相。1990年代，她常被拍到手持古馳與迪奧的標誌性手袋，其中兩款後被命名為“古馳戴安娜”與“迪奧女勳爵”。
2017年肯辛頓宮舉辦戴安娜服裝展後，《衛報》的凱瑟琳·班尼特認為，此類展覽是紀念以時尚風格著稱的公眾人物的合適方式。展覽反駁了批評者認為「像許多公主和王妃一樣，穿得漂亮幾乎是她一生的工作」的觀點，同時引發對其衣著的興趣。范思哲也指出：「我認為無論在她之前或之後，無人能像戴安娜那樣影響時尚。」戴安娜喜愛的帽飾設計師約翰·博伊德表示：「戴安娜是帽子最佳代言人，整個製帽業都欠她一份情。」他為戴安娜蜜月設計的粉色三角帽被全球帽匠仿製，並振興了衰退數十年的產業。

### 紀念
戴安娜的永久紀念設施包括：
- 位於倫敦海德公園的威爾斯王妃戴安娜紀念噴泉（英语：Diana, Princess of Wales Memorial Fountain）[345]
- 肯辛頓花園內的威爾斯王妃戴安娜紀念遊樂場（英语：Diana, Princess of Wales Memorial Playground）[346]
- 環繞肯辛頓花園、綠園、海德公園和圣詹姆斯公园的威爾斯王妃戴安娜紀念步道（英语：Diana, Princess of Wales Memorial Walk）[347]
- 肯辛頓宮下沉花園內的威爾斯王妃戴安娜雕像（英语：Statue of Diana, Princess of Wales）[348]
- 維也納的戴安娜王妃紀念碑（英语：Princess Diana Memorial），是德語國家首座獻給戴安娜的紀念設施[349]

1989年，巴黎阿爾瑪橋廣場隧道入口上方設立了《自由之火》，後來此處成為戴安娜的非正式紀念地。2019年，阿爾瑪橋廣場更名為戴安娜廣場。戴安娜逝世後，亞美尼亞、亞塞拜然、索馬利亞和剛果等多國發行了紀念郵票。2002年，史賓沙伯爵在北安普敦市政廳為其姊揭幕了一塊青銅紀念匾。
哈洛德百貨公司曾設有兩座紀念設施，由多迪·法耶德的父親（1985年至2010年間的百貨所有者）委託建造。第一座是金字塔形展示櫃，內有戴安娜與法耶德之子的照片、據稱是兩人最後晚餐使用的酒杯，以及車禍前一天多迪購買的戒指。第二座名為《無辜的受害者》的銅像於2005年揭幕，描繪法耶德與戴安娜在海灘上伴隨信天翁翅膀共舞的情景。2018年1月，該銅像被歸還給法耶德家族。戴安娜的孫女夏洛特·伊利沙伯·戴安娜（2015年出生）與莉莉貝特·戴安娜（2021年出生），以及其姪女夏洛特·戴安娜·史賓沙（Charlotte Diana Spencer，2012年出生）均以她的名字命名。

### 在流行文化與藝術中
戴安娜生前及逝世後，一直是影視作品與當代藝術的描繪對象。首兩部關於戴安娜與查理斯的傳記片是《查理斯與戴安娜：一個王室愛情故事》和《查理斯與戴安娜的王室浪漫》，分別於1981年9月17日及20日在美國電視頻道播出。1992年12月，美國廣播公司播出電視電影《查理與戴安娜：從此過著不幸的生活》，講述兩人婚姻不和。
2017年，威廉與哈利為紀念母親逝世20週年，委托製作兩部紀錄片。第一部《戴安娜，我們的母親：她的生命與傳奇》於2017年7月24日在ITV與HBO播出。該片聚焦戴安娜在愛滋病、地雷、無家者與癌症等議題的人道貢獻。第二部《戴安娜：死後的七天》於8月27日由英國廣播公司播出，重點講述了戴安娜的去世以及隨之而來的悲痛。

## 頭銜與稱號

戴安娜的皇家標誌

戴安娜出生時的稱號為「尊敬的戴安娜·弗朗西斯·史賓沙」（The Honourable Diana Frances Spencer）。1975年，其父繼承史賓沙伯爵爵位後，她的稱號改為「戴安娜·史賓沙女勳爵」（Lady Diana Spencer）。婚後，戴安娜的正式稱號為「威爾斯王妃殿下」（Her Royal Highness the Princess of Wales），同時擁有羅撒西公爵夫人、康沃爾公爵夫人、切斯特伯爵夫人及倫弗魯男爵夫人等頭銜。
1996年離婚後直至逝世，她的正式稱號改為「威爾斯王妃戴安娜」（Diana, Princess of Wales），不再使用「殿下」（HRH）尊稱。儘管媒體常稱她為「戴安娜王妃」（Princess Diana），但此稱號並不正確，且從未獲官方承認。媒體偶爾仍以「戴安娜·史賓沙女勳爵」或暱稱「戴妃」（Lady Di）稱呼她。戴安娜逝世後，時任首相貝理雅在悼詞中稱她為「人民的王妃」（the people's princess）。
史賓沙家族與英國王室曾討論是否應在戴安娜逝世後恢復其「殿下」頭銜，但其家族認為此舉違背戴安娜本意，最終未提出正式請求。

## 子女
| 名字                 | 出生日期      | 結婚          | 結婚          | 孩子                                                       |
| 名字                 | 出生日期      | 日期          | 配偶          | 孩子                                                       |
| -------------------- | ------------- | ------------- | ------------- | ---------------------------------------------------------- |
| 威爾斯親王威廉       | 1982年6月21日 | 2011年4月29日 | 凱薩琳·密道頓 | - 威尔士的乔治王子 - 威爾斯的夏洛特公主 - 威爾斯的路易王子 |
| 薩塞克斯公爵哈里王子 | 1984年9月15日 | 2018年5月19日 | 梅根·馬克爾   | - 薩塞克斯的亞契王子 - 薩塞克斯的莉莉贝特公主              |

## 祖先
戴安娜出生於英國史賓沙家族，該家族的不同支系擁有馬爾博羅公爵、史賓沙伯爵、森德蘭伯爵和邱吉爾男爵等頭銜。史賓沙家族聲稱其祖先來自中世紀強大的德斯潘塞家族的幼支，但其真實性受到質疑。她的曾祖母是瑪格麗特·巴林，來自德英銀行世家巴林家族，是第一代雷維爾斯托克男爵愛德華·巴林的女兒。戴安娜的遠祖包括第一代馬爾博羅公爵和公爵夫人。戴安娜與查理斯是遠親，因為他們都是都鐸王朝的亨利七世的後裔。通過查理二世的私生子第一代里奇蒙公爵查爾斯·倫諾克斯和第一代葛拉夫頓公爵亨利·斐茲洛伊，以及其弟詹姆斯二世的女兒亨麗埃塔·菲茨詹姆斯，她也是斯圖亞特王朝的後裔。其他貴族祖先包括瑪格麗特·克德斯頓（第二代薩福克伯爵邁克爾·德·拉·波爾的孫女）、第二代埃塞克斯伯爵羅伯特·德弗羅（英格蘭貴族，伊利沙伯一世的寵臣），以及第一代萨默塞特公爵爱德华·西摩（愛德華三世之子——第一代克拉倫斯公爵安特衛普的萊昂內爾的後裔）。戴安娜的蘇格蘭血統來自她的外祖母費莫伊男爵夫人。她的蘇格蘭祖先包括第四代戈登公爵亞歷山大·戈登及其妻子簡，以及第九代阿蓋爾伯爵阿奇博爾德·坎貝爾。
戴安娜的美國血統來自她的曾祖母弗朗西絲·艾倫·沃克，她是俄亥俄州富有的股票經紀人富蘭克林·沃克（Franklin H. Work）的女兒，嫁給了愛爾蘭貴族第三代費莫伊男爵詹姆斯·羅奇。戴安娜的曾祖母露絲·利特爾約翰的曾祖母伊麗莎·基瓦克（Eliza Kewark）擁有印度血統。在當代文獻中，她被描述為「一名深色皮膚的本地女性」或「來自孟買的亞美尼亞女性」。
|  |                                           |  |  |  |  |  |  |  |  |  |  |  |  |  |  |  |
|  | 曾祖父：第六代史賓沙伯爵查理斯·史賓沙     |  |  |  |  |  |  |  |  |  |  |  |  |  |  |  |
|  |                                           |  |  |  |  |  |  |  |  |  |  |  |  |  |  |  |
|  |                                           |  |  |  |  |  |  |  |  |  |  |  |  |  |  |  |
|  | 祖父：第七代史賓沙伯爵阿爾伯特·史賓沙     |  |  |  |  |  |  |  |  |  |  |  |  |  |  |  |
|  |                                           |  |  |  |  |  |  |  |  |  |  |  |  |  |  |  |
|  |                                           |  |  |  |  |  |  |  |  |  |  |  |  |  |  |  |
|  | 曾祖母：尊敬的瑪格麗特·巴林（The Honourable Margaret Baring）           |  |  |  |  |  |  |  |  |  |  |  |  |  |  |  |
|  |                                           |  |  |  |  |  |  |  |  |  |  |  |  |  |  |  |
|  |                                           |  |  |  |  |  |  |  |  |  |  |  |  |  |  |  |
|  | 父：第八代史賓沙伯爵約翰·史賓沙           |  |  |  |  |  |  |  |  |  |  |  |  |  |  |  |
|  |                                           |  |  |  |  |  |  |  |  |  |  |  |  |  |  |  |
|  |                                           |  |  |  |  |  |  |  |  |  |  |  |  |  |  |  |
|  | 外曾祖父：第三代阿伯康公爵詹姆斯·漢密爾頓 |  |  |  |  |  |  |  |  |  |  |  |  |  |  |  |
|  |                                           |  |  |  |  |  |  |  |  |  |  |  |  |  |  |  |
|  |                                           |  |  |  |  |  |  |  |  |  |  |  |  |  |  |  |
|  | 祖母：欣希雅·漢密爾頓女勳爵               |  |  |  |  |  |  |  |  |  |  |  |  |  |  |  |
|  |                                           |  |  |  |  |  |  |  |  |  |  |  |  |  |  |  |
|  |                                           |  |  |  |  |  |  |  |  |  |  |  |  |  |  |  |
|  | 外曾祖母：羅莎琳德·賓厄姆女勳爵           |  |  |  |  |  |  |  |  |  |  |  |  |  |  |  |
|  |                                           |  |  |  |  |  |  |  |  |  |  |  |  |  |  |  |
|  |                                           |  |  |  |  |  |  |  |  |  |  |  |  |  |  |  |
|  | 威爾斯王妃戴安娜                          |  |  |  |  |  |  |  |  |  |  |  |  |  |  |  |
|  |                                           |  |  |  |  |  |  |  |  |  |  |  |  |  |  |  |
|  |                                           |  |  |  |  |  |  |  |  |  |  |  |  |  |  |  |
|  | 外曾祖父：第三代費莫伊男爵詹姆斯·羅奇     |  |  |  |  |  |  |  |  |  |  |  |  |  |  |  |
|  |                                           |  |  |  |  |  |  |  |  |  |  |  |  |  |  |  |
|  |                                           |  |  |  |  |  |  |  |  |  |  |  |  |  |  |  |
|  | 外祖父：第四代費莫伊男爵莫里斯·羅奇       |  |  |  |  |  |  |  |  |  |  |  |  |  |  |  |
|  |                                           |  |  |  |  |  |  |  |  |  |  |  |  |  |  |  |
|  |                                           |  |  |  |  |  |  |  |  |  |  |  |  |  |  |  |
|  | 外曾祖母：弗朗西絲·艾倫·沃克              |  |  |  |  |  |  |  |  |  |  |  |  |  |  |  |
|  |                                           |  |  |  |  |  |  |  |  |  |  |  |  |  |  |  |
|  |                                           |  |  |  |  |  |  |  |  |  |  |  |  |  |  |  |
|  | 母：尊敬的法蘭西絲·羅奇                   |  |  |  |  |  |  |  |  |  |  |  |  |  |  |  |
|  |                                           |  |  |  |  |  |  |  |  |  |  |  |  |  |  |  |
|  |                                           |  |  |  |  |  |  |  |  |  |  |  |  |  |  |  |
|  | 外曾祖父：威廉·史密斯·吉爾（William Smith Gill）            |  |  |  |  |  |  |  |  |  |  |  |  |  |  |  |
|  |                                           |  |  |  |  |  |  |  |  |  |  |  |  |  |  |  |
|  |                                           |  |  |  |  |  |  |  |  |  |  |  |  |  |  |  |
|  | 外祖母：露絲·吉爾                         |  |  |  |  |  |  |  |  |  |  |  |  |  |  |  |
|  |                                           |  |  |  |  |  |  |  |  |  |  |  |  |  |  |  |
|  |                                           |  |  |  |  |  |  |  |  |  |  |  |  |  |  |  |
|  | 外曾祖母：露絲·利特爾約翰（Ruth Littlejohn）             |  |  |  |  |  |  |  |  |  |  |  |  |  |  |  |
|  |                                           |  |  |  |  |  |  |  |  |  |  |  |  |  |  |  |
|  |                                           |  |  |  |  |  |  |  |  |  |  |  |  |  |  |  |

## 延伸閱讀
- Anderson, Christopher.  1st. United States: William Morrow. 2001. ISBN 978-0-688-17204-6.
- Bedell Smith, Sally. . Times Books. 1999. ISBN 978-0-81-293030-6.
- Brennan, Kristine. . Philadelphia: Chelsea House. 1998. ISBN 978-0-79-104714-9.
- Burrell, Paul. . United States: HarperCollins Entertainment. 2003. ISBN 978-0-00-725263-3.
- Burrell, Paul. . United States: HarperCollins Entertainment. 2007. ISBN 978-0-06-113895-9.
- Campbell, Lady Colin. . London: St Martins Pr. 1992. ISBN 978-0-3120-8180-5.
- Caradec'h, Jean-Michel. . Neuilly-sur-Seine: Michel Lafon. 2006. ISBN 978-2-7499-0479-5 （法语）.
- Corby, Tom. . United States: Benford Books. 1997. ISBN 978-1-56649-599-8.
- Coward, Rosalind. . United Kingdom (other publishers worldwide): HarperCollins. 2004. ISBN 978-0-00-718203-9.
- Davies, Jude. . Houndmills, Hampshire; New York: Palgrave. 2001. ISBN 978-0-33-373688-3. OCLC 46565010.
- Denney, Colleen. . Madison, New Jersey: Fairleigh Dickinson University Press. 2005. ISBN 978-0-83-864023-4. OCLC 56490960.
- Edwards, Anne. . New York: St. Martin's Press. 2001. ISBN 978-0-312-25314-1. OCLC 43867312.
- Frum, David. . New York: Basic Books. 2000. ISBN 978-0-46-504195-4.
- Mattern, Joanne. . DK Biography. New York: DK Publishing. 2006. ISBN 978-0-756-61614-4.
- Morton, Andrew. . United States: Michael O'Mara Books. 2004. ISBN 978-1-84317-084-6.
- Rees-Jones, Trevor. . United States: Little, Brown. 2000. ISBN 978-0-316-85508-2.
- Steinberg, Deborah Lynn. . London: Routledge. 1999. ISBN 978-0-41-519393-1.
- Taylor, John A. . Westport, CN: Praeger. 2000. ISBN 978-0-27-596826-7. OCLC 42935749.
- Thomas, James. . Cardiff: University of Wales Press. 2002. ISBN 978-0-70-831753-2. OCLC 50099981.
- Turnock, Robert. . London: British Film Institute. 2000. ISBN 978-0-85-170788-4. OCLC 43819614.

## 外部連結
- 英國王室官方網站中的頁面（英文）
- 英國國家肖像館中的威爾斯王妃戴安娜肖像 （英文）
- 威爾斯王妃戴安娜在互联网电影资料库（IMDb）上的資料（英文）
- C-SPAN內的頁面（英文）